# Holothuria
Genre
Holothuria est un genre d'holothuries (ou « concombres de mer »), le principal de la famille des Holothuriidae.

## Description et caractéristiques

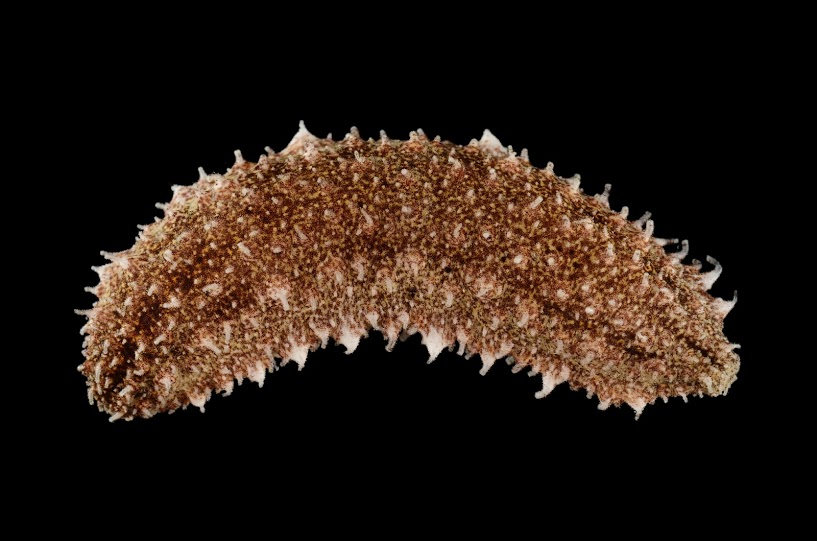
Holothuria albiventer.

Holothuria arenicola.

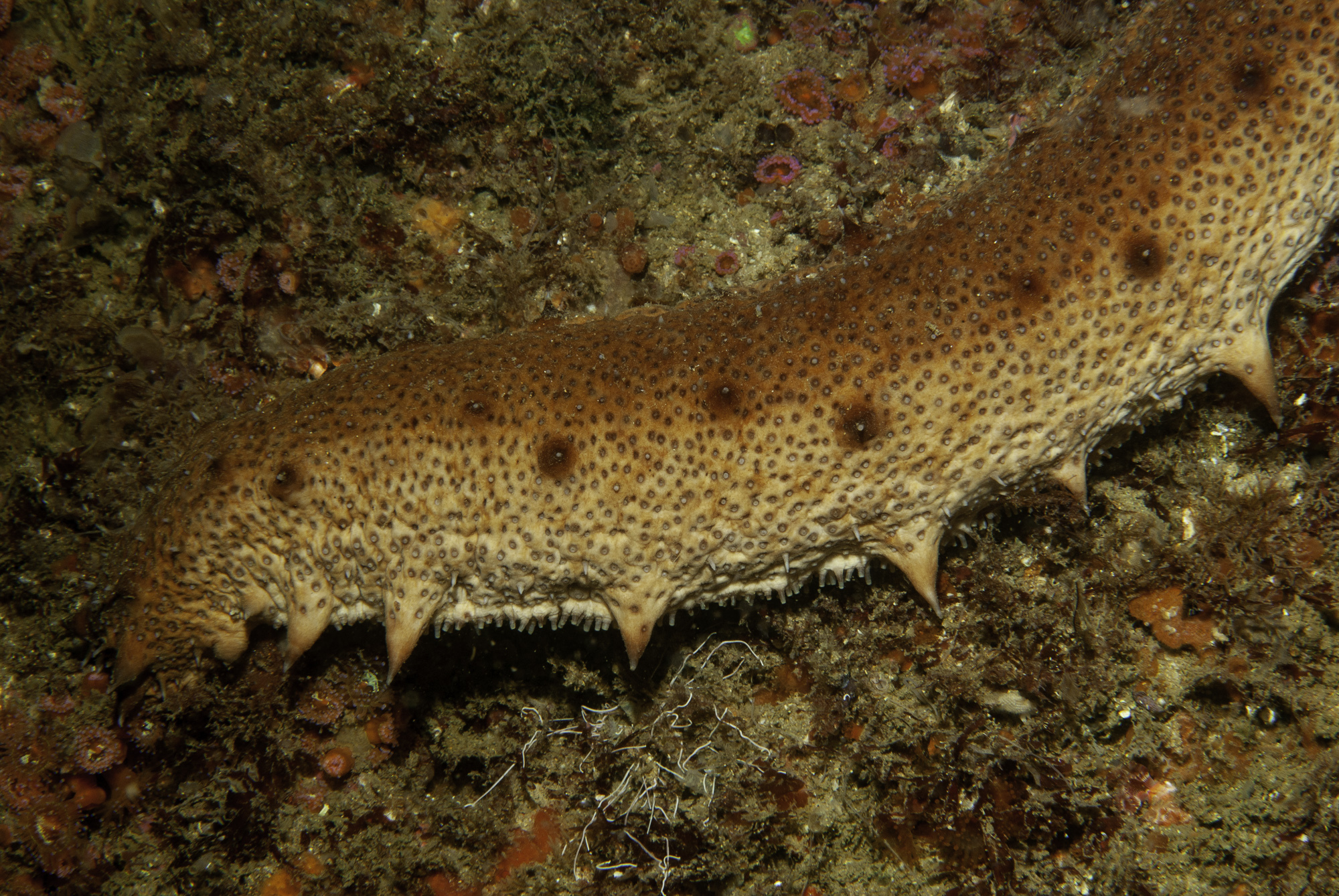
Holothuria arguinensis.

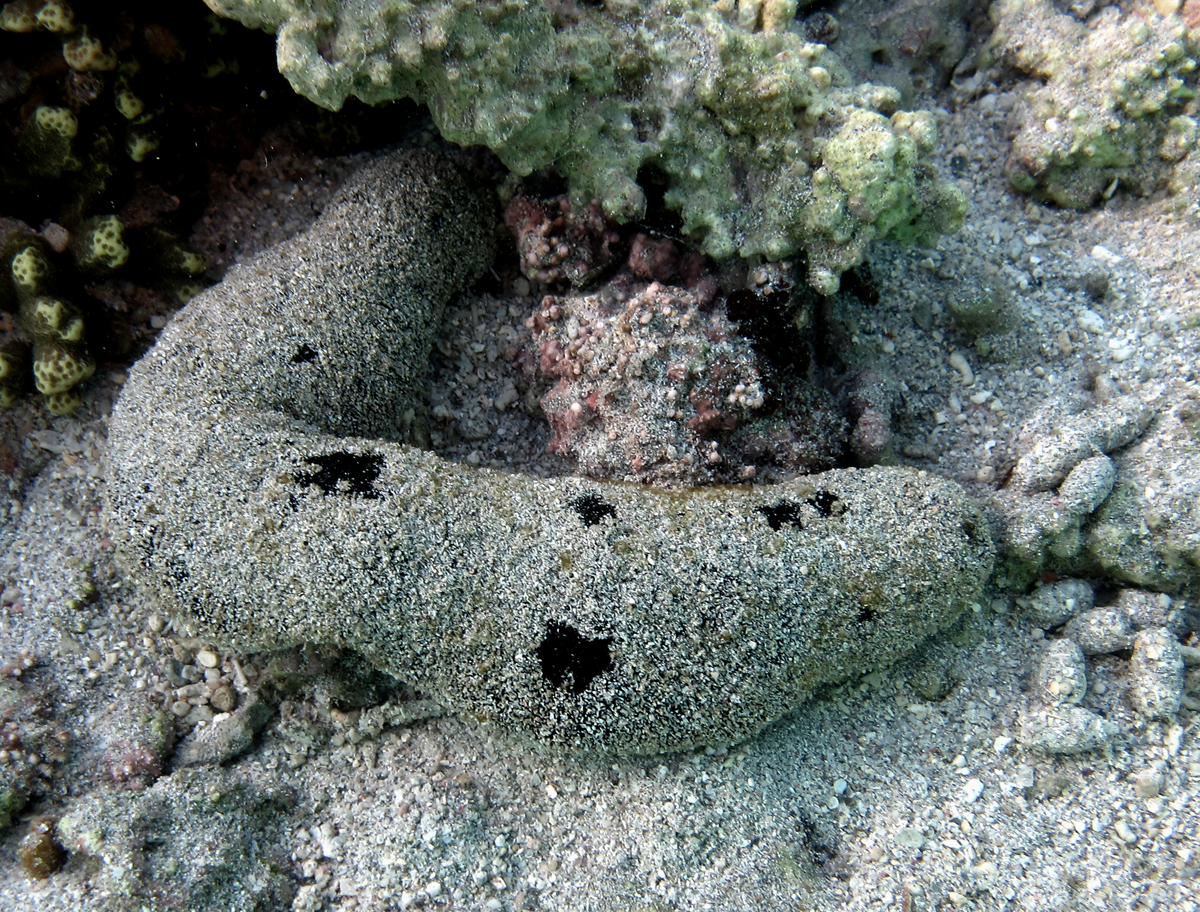
Holothuria atra.

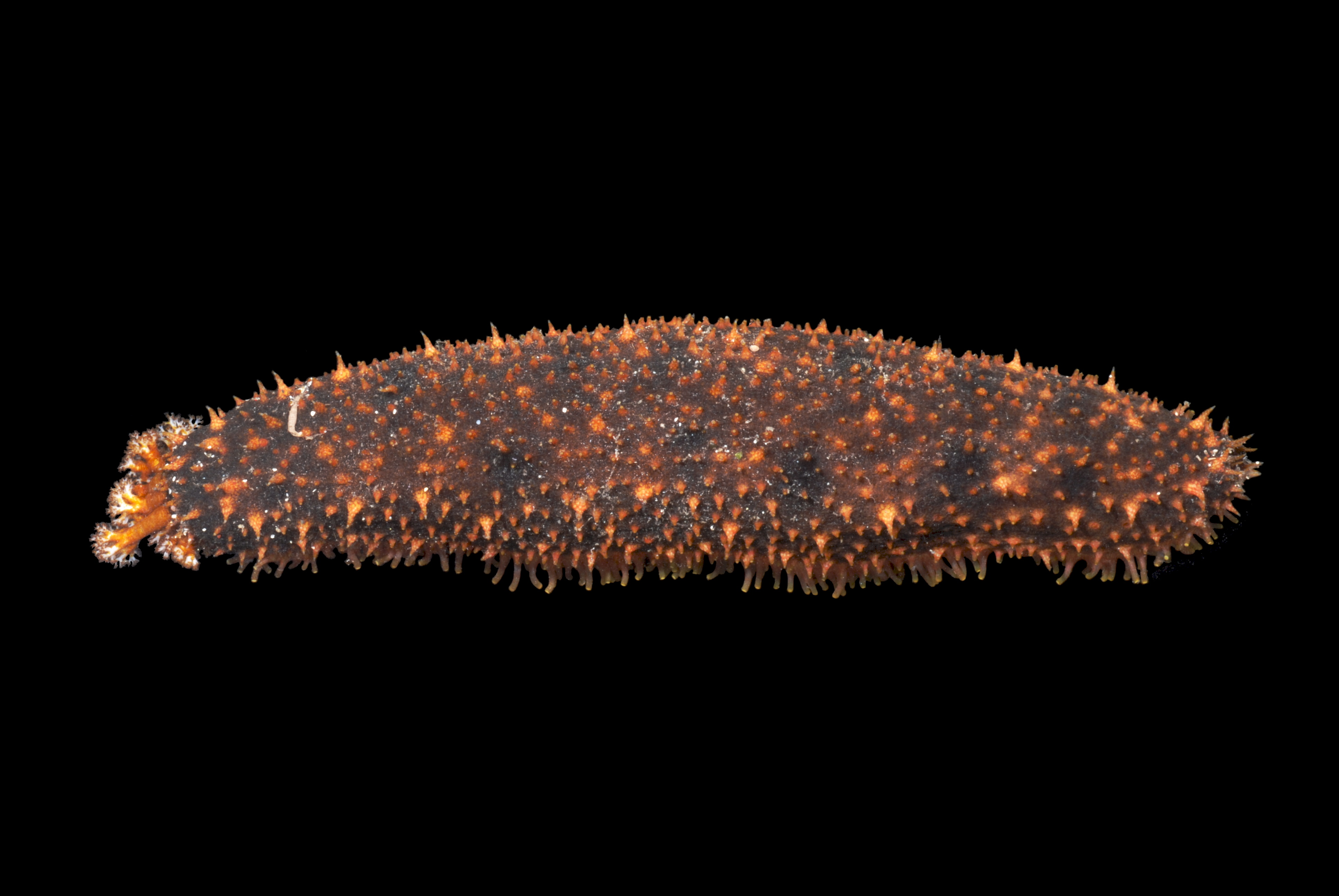
Holothuria cinerascens.

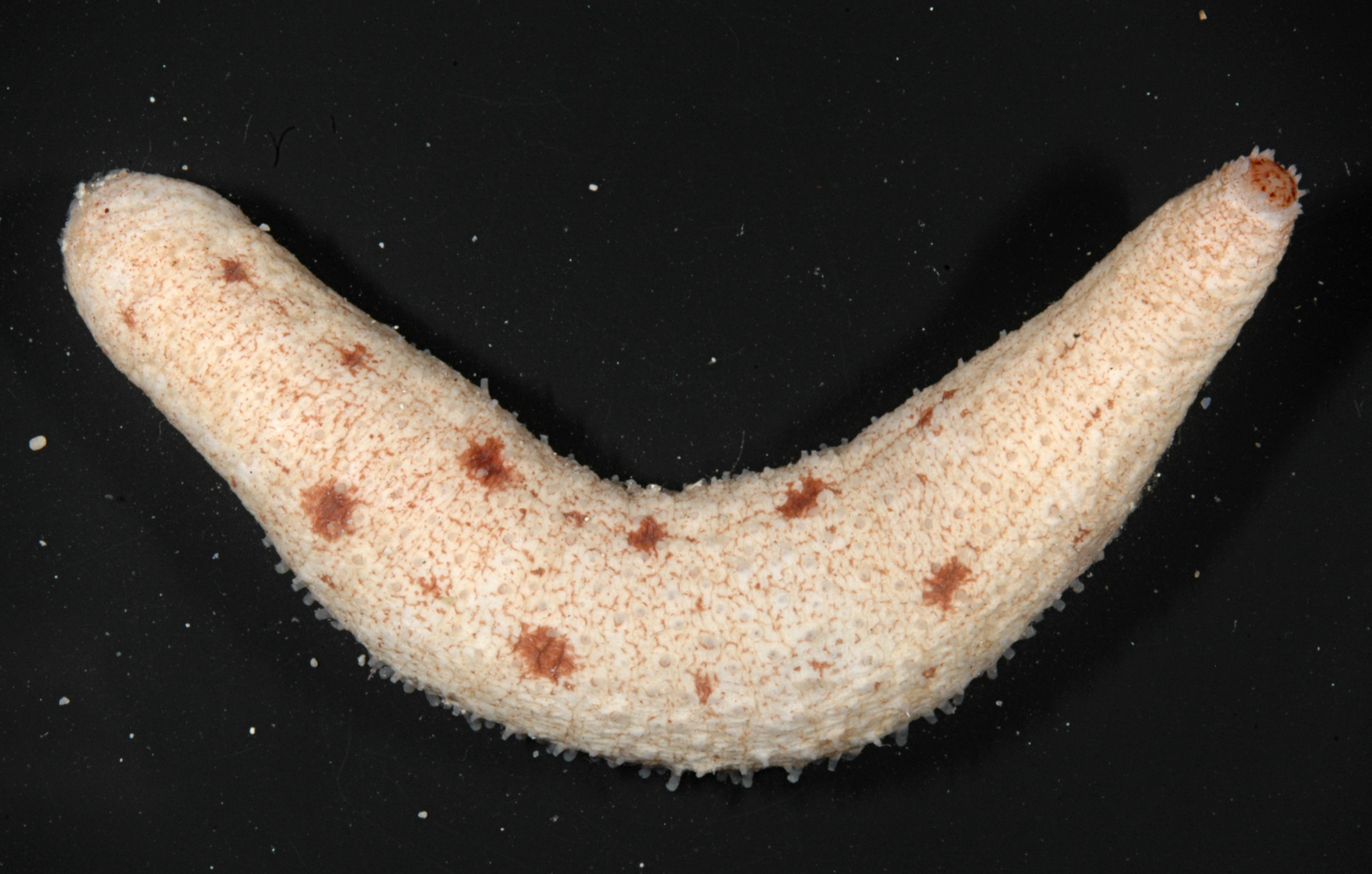
Holothuria conusalba.

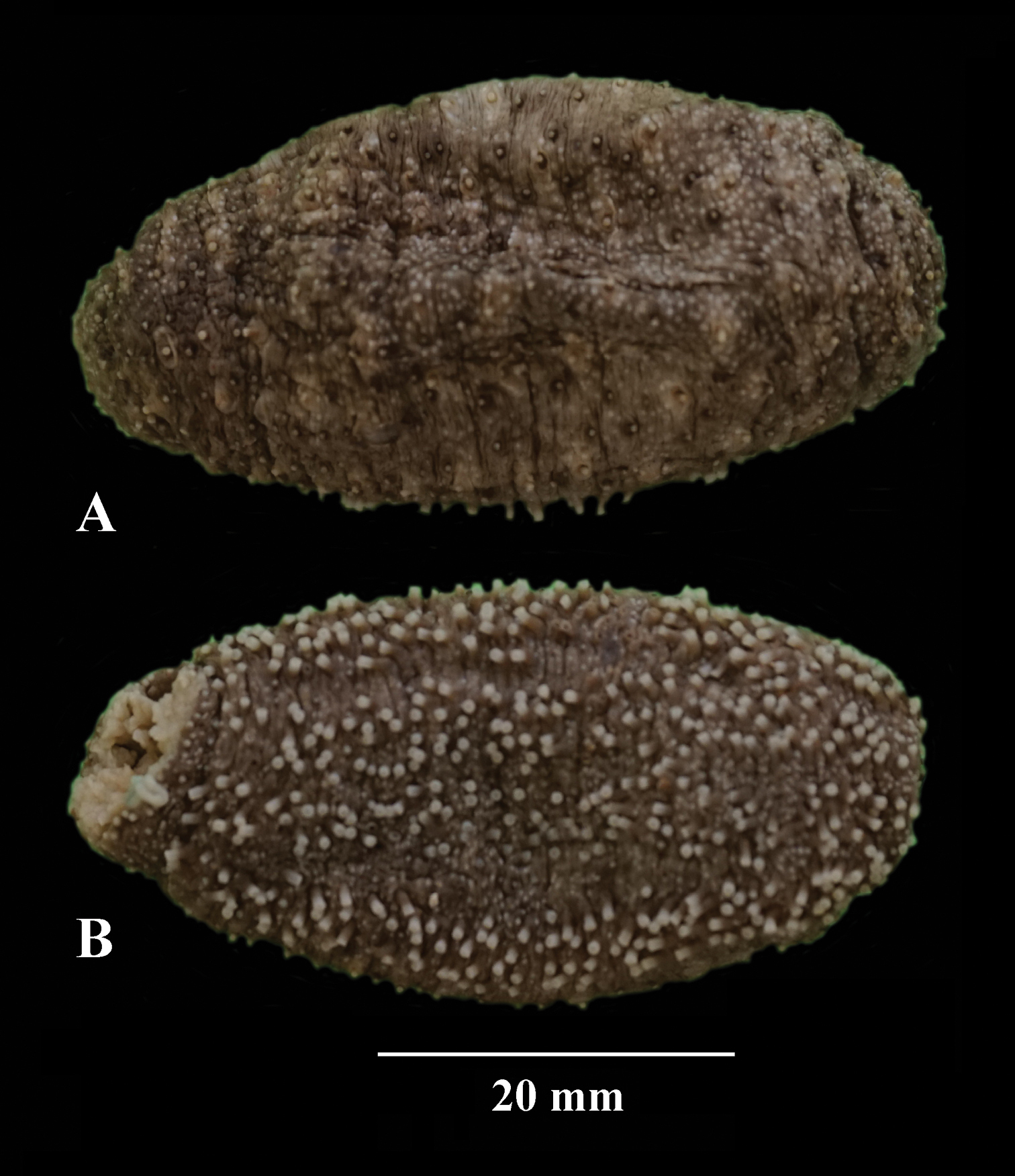
Holothuria coronata.

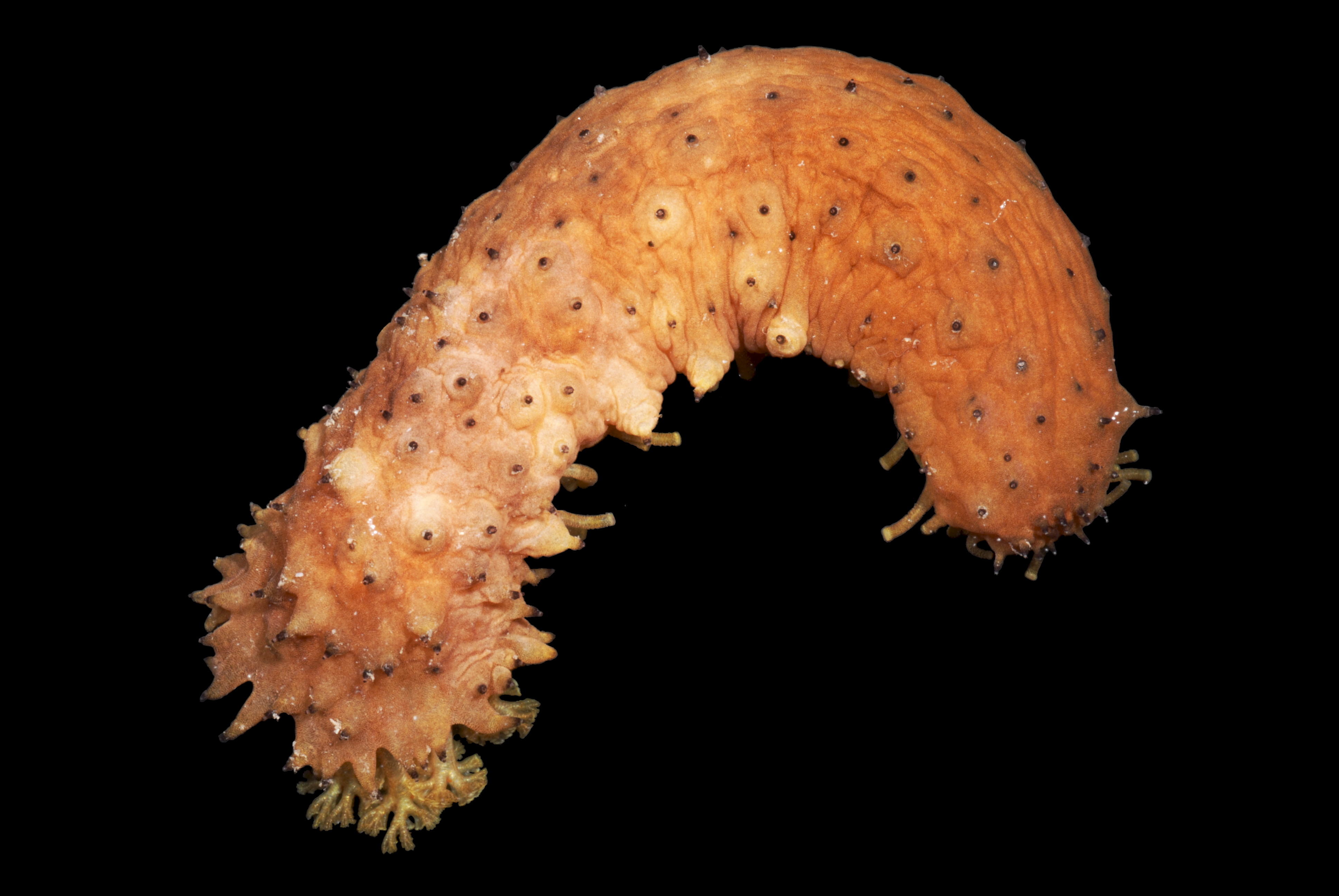
Holothuria difficilis.

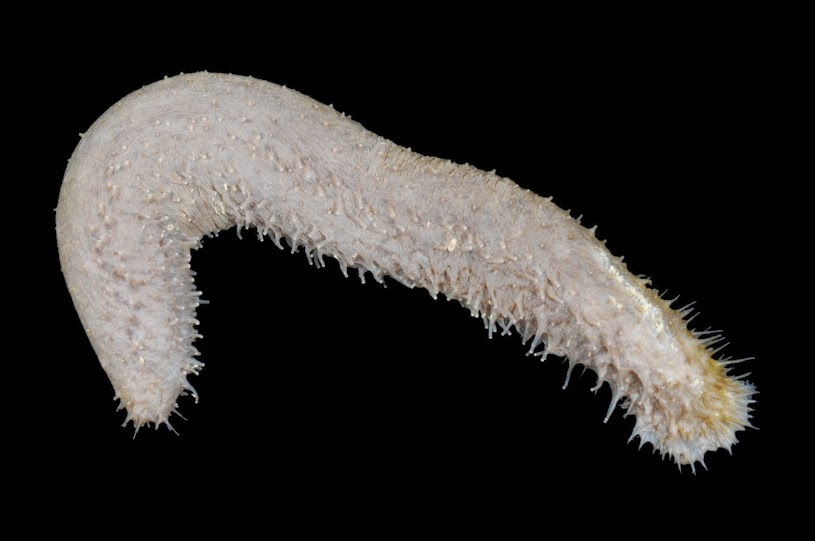
Holothuria discrepans.

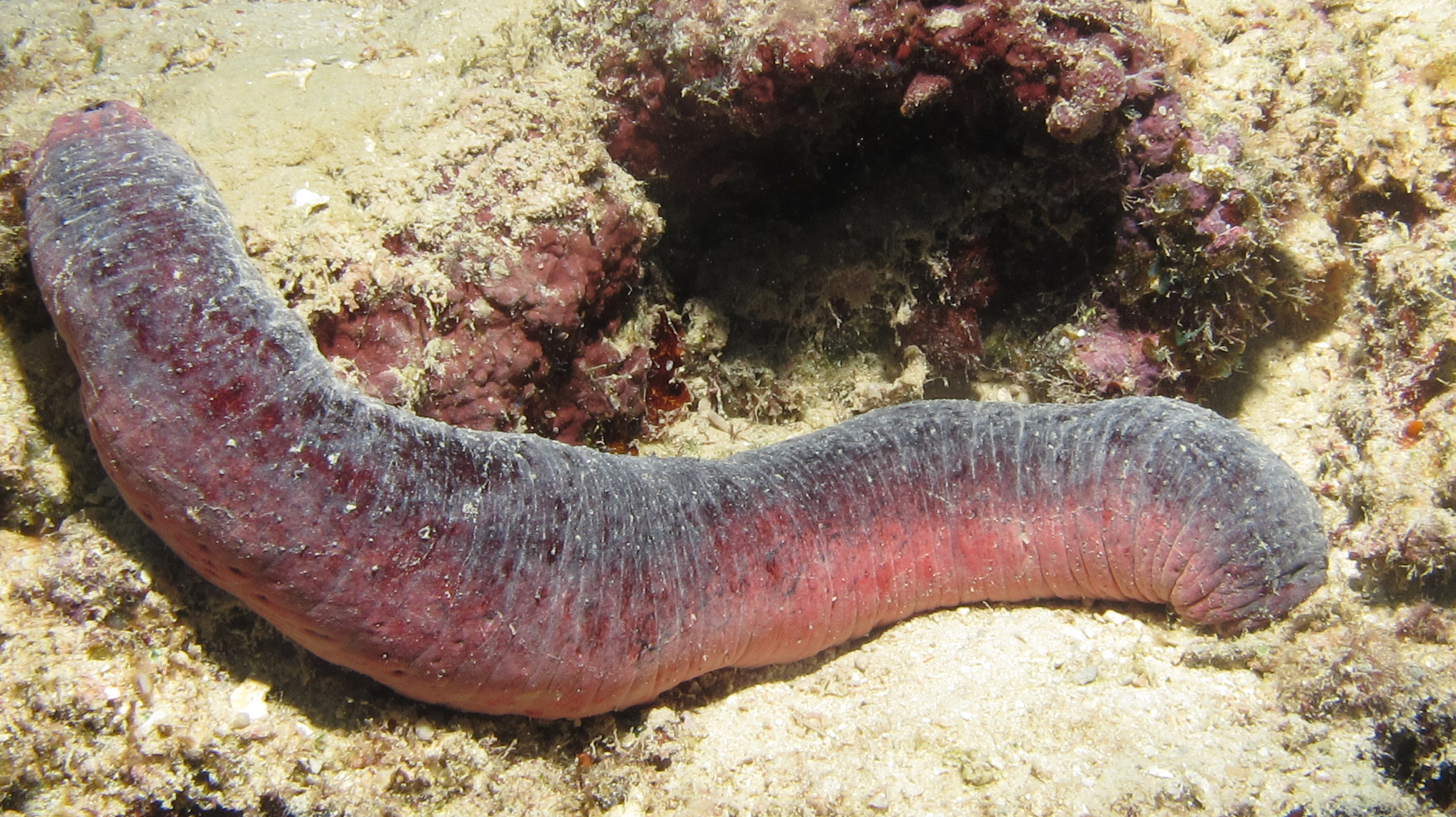
Holothuria edulis.

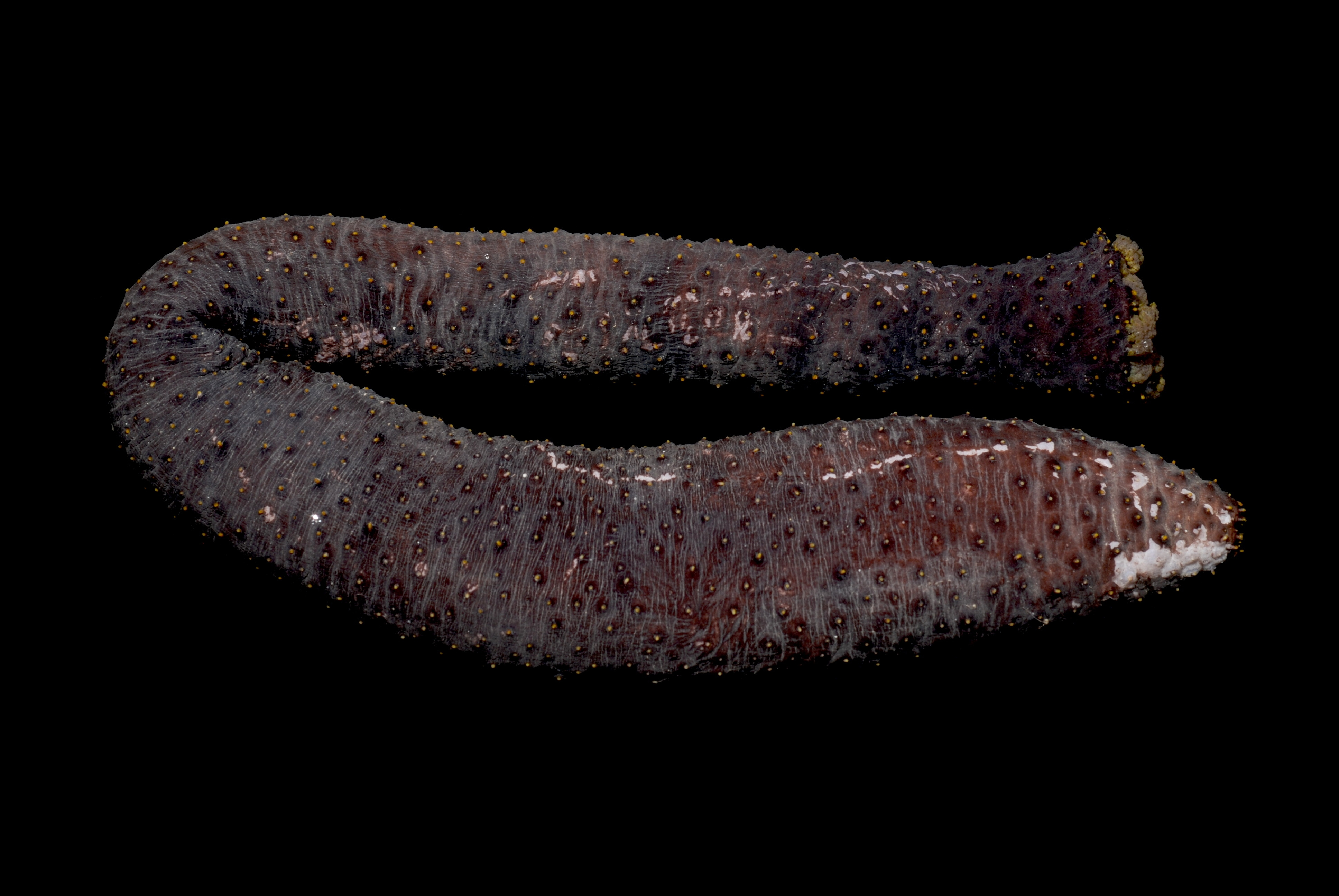
Holothuria flavomaculata.

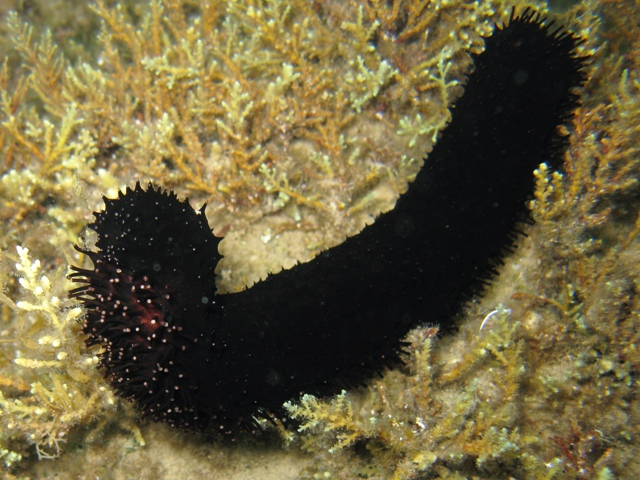
Holothuria forskali.

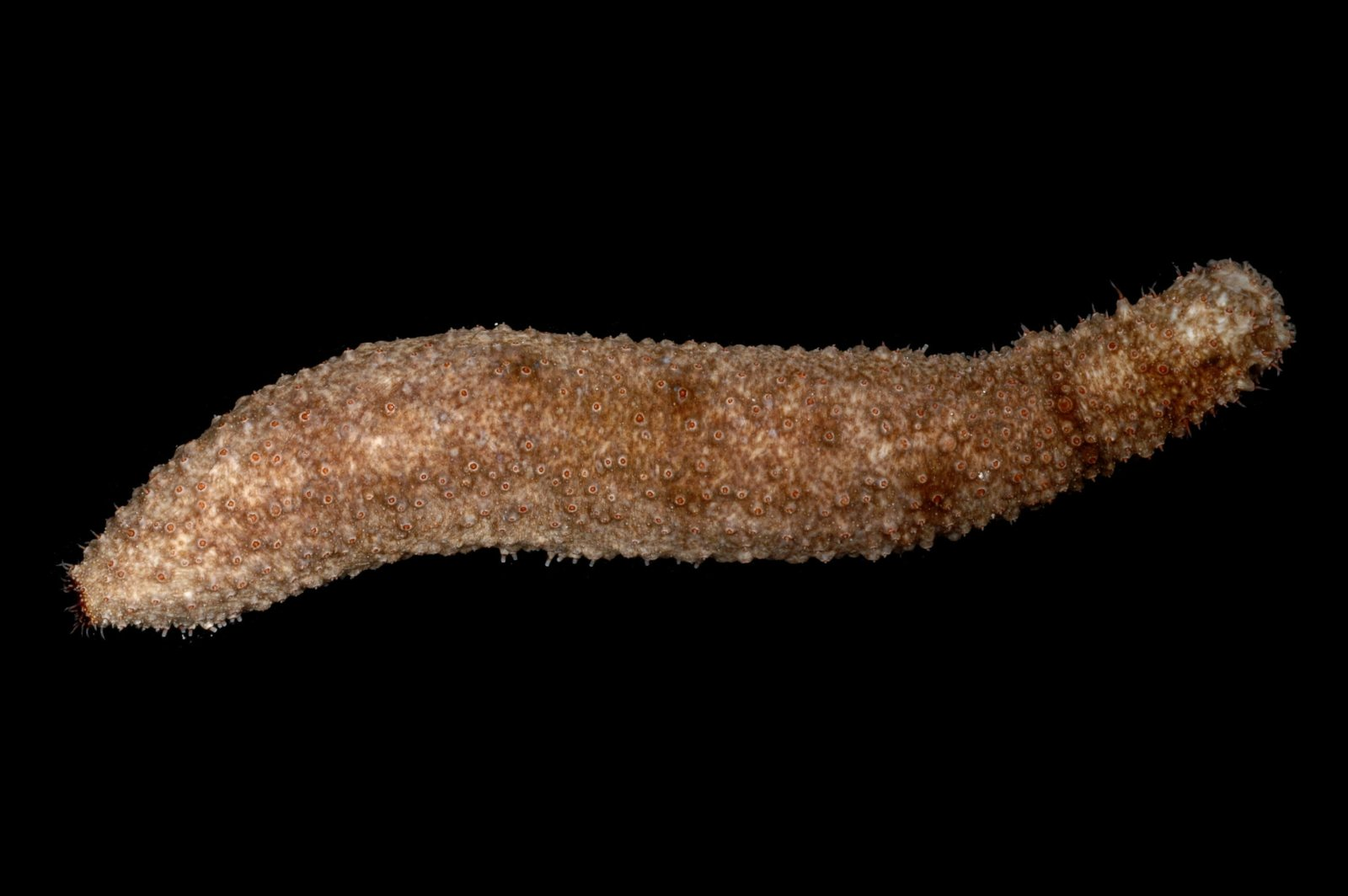
Holothuria fuscocinerea.

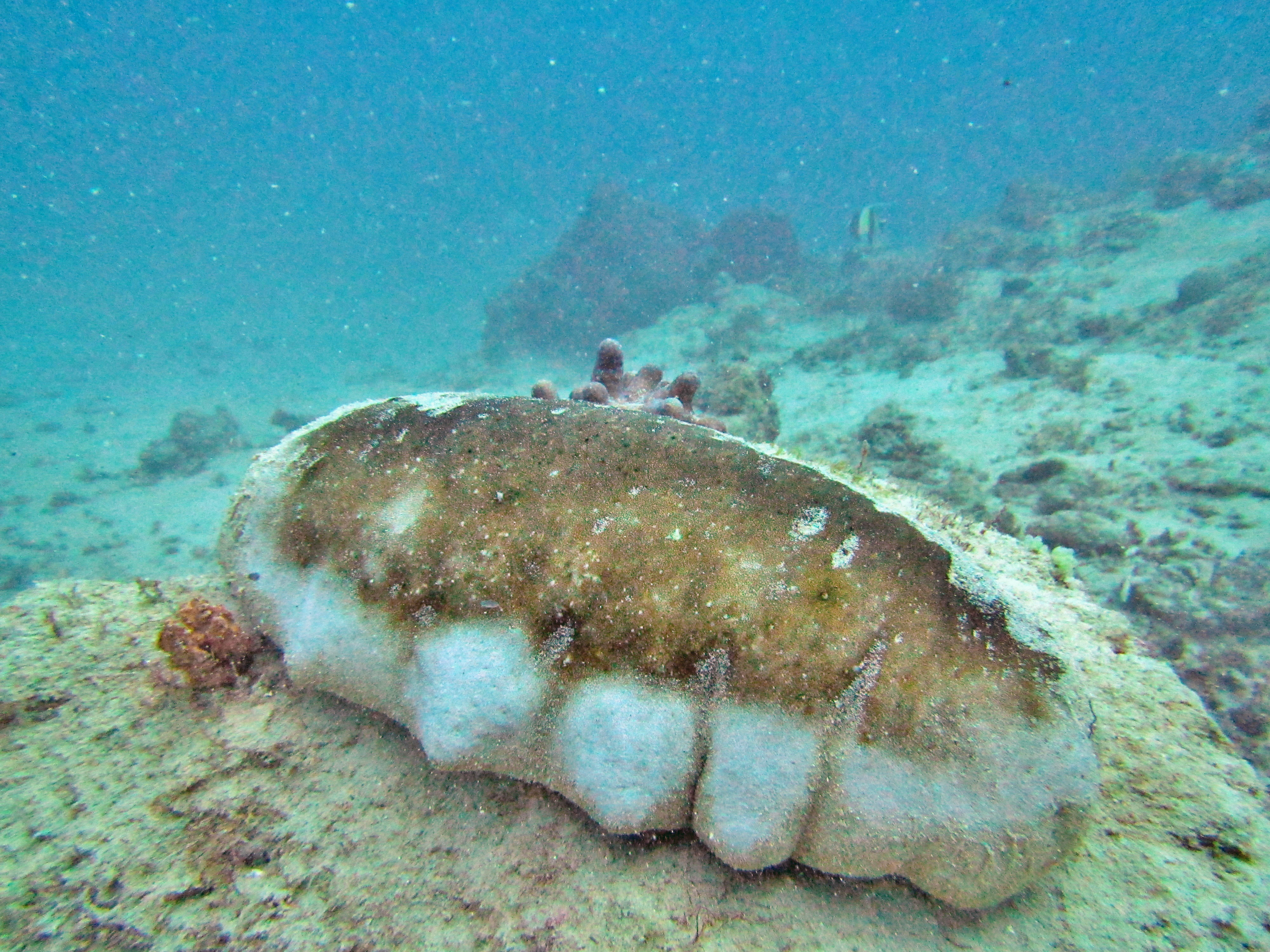
Holothuria fuscogilva.

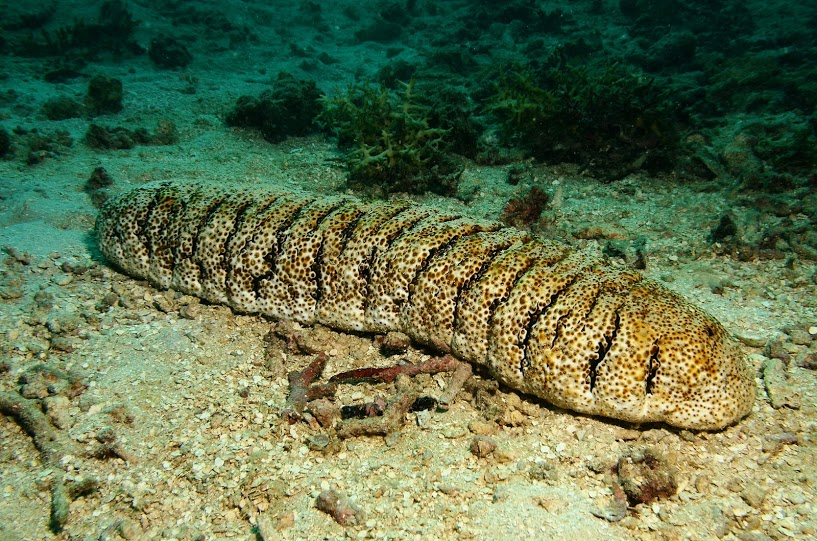
Holothuria fuscopunctata.

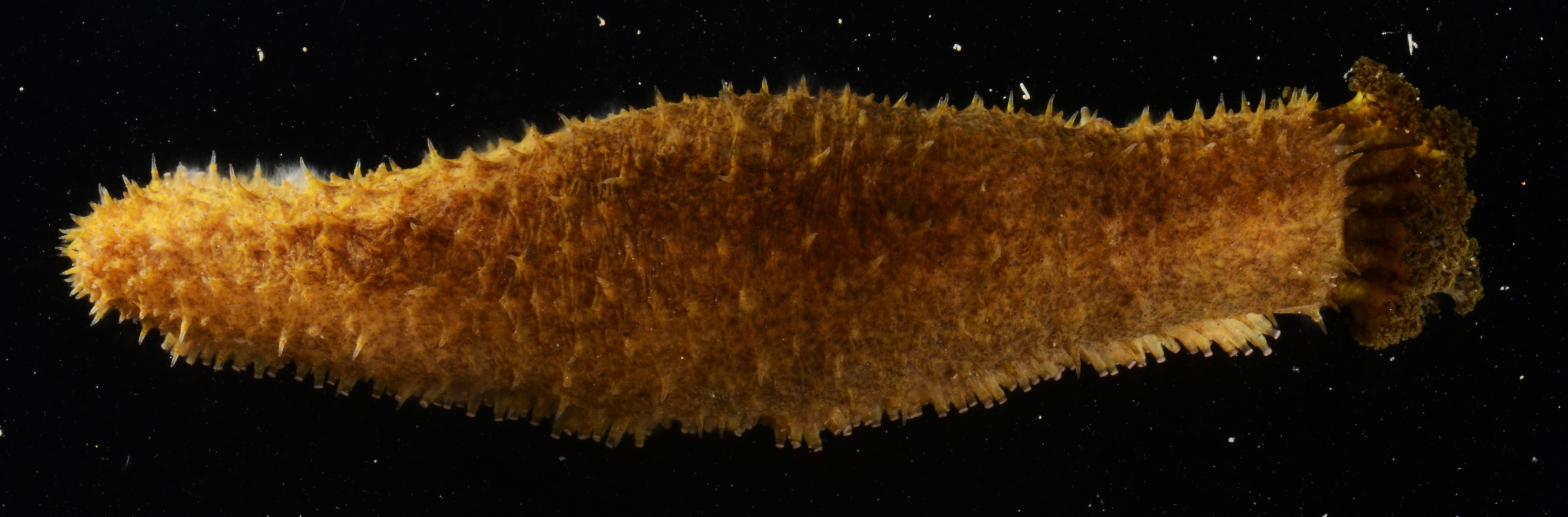
Holothuria glaberrima.

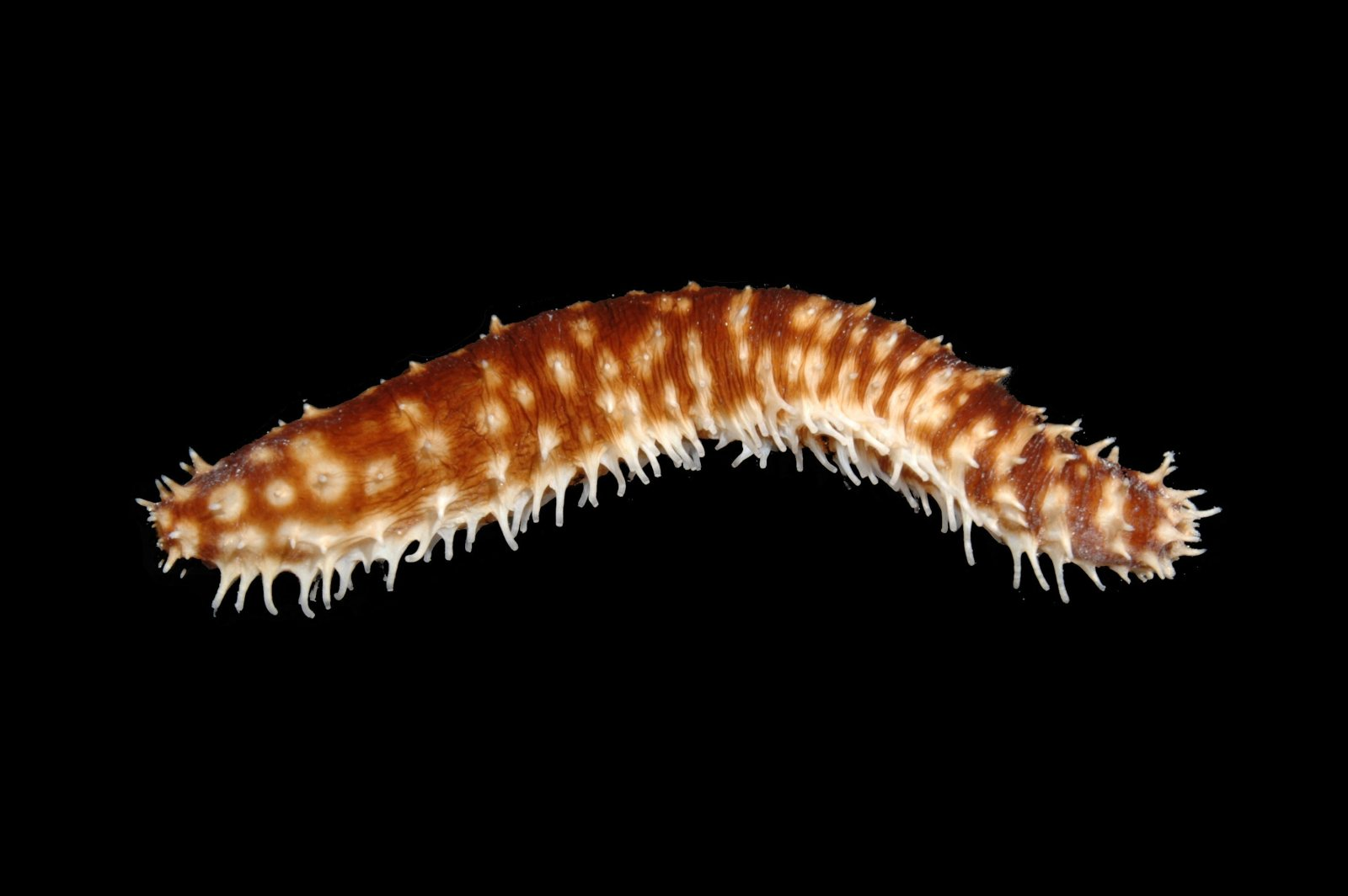
Holothuria hilla.

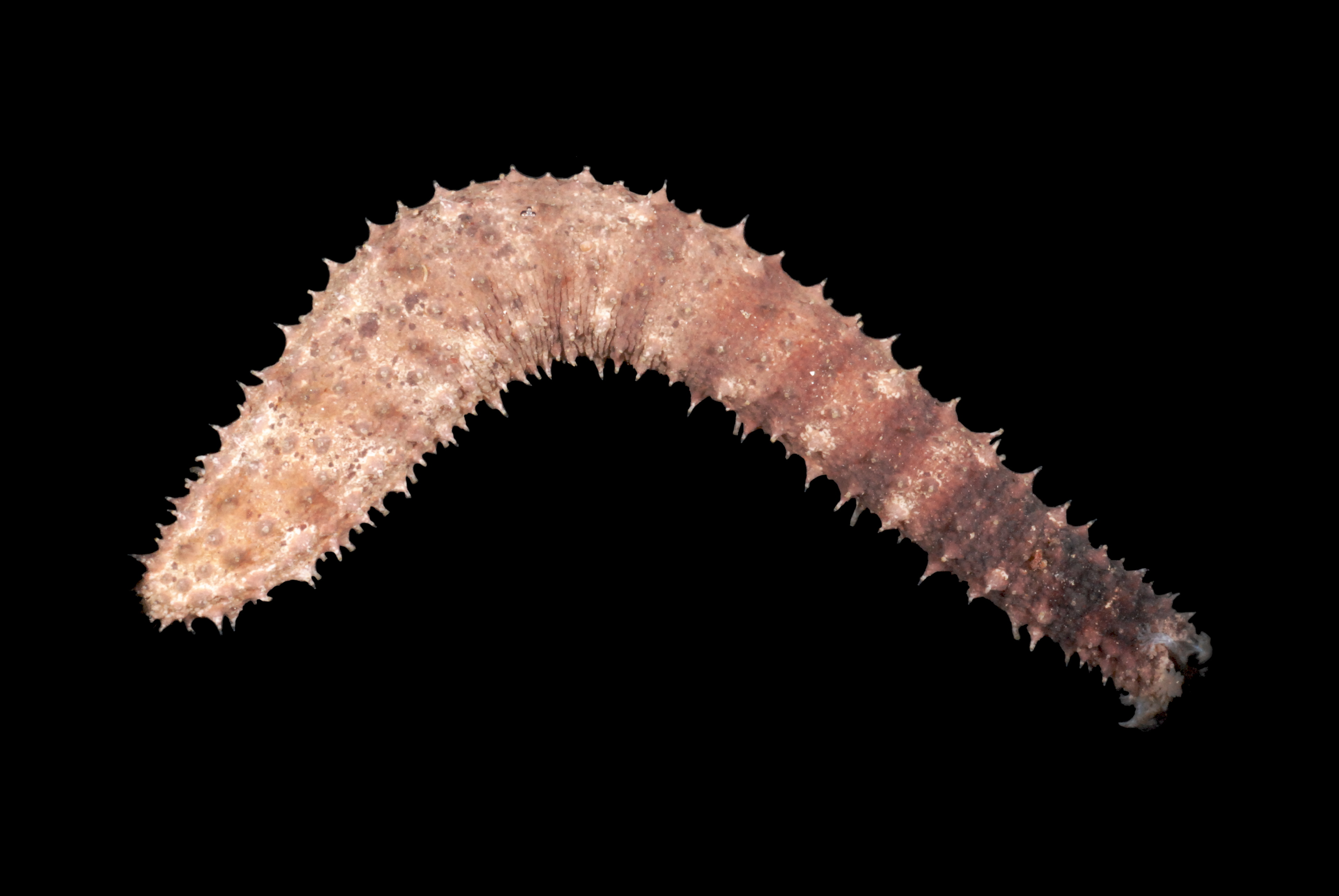
Holothuria impatiens.

Holothuria lentiginosa.

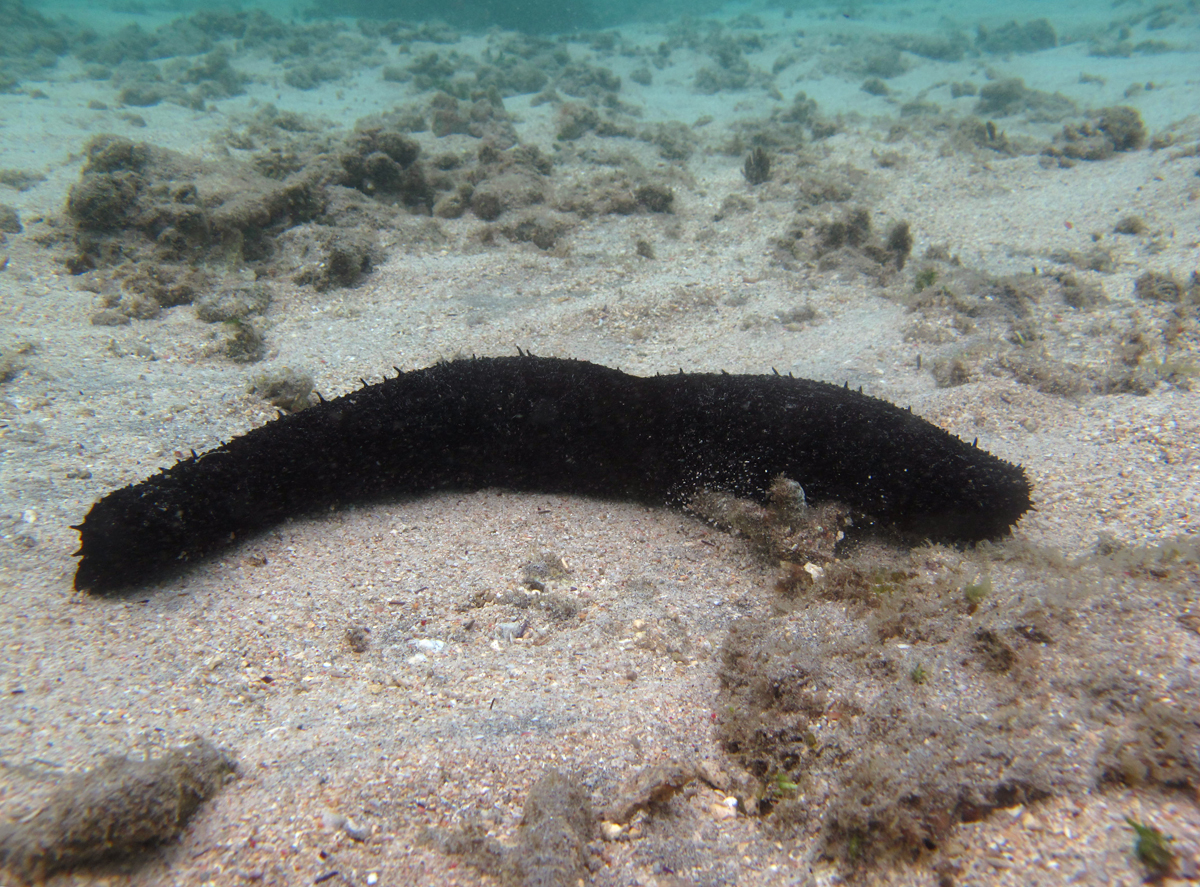
Holothuria leucospilota.

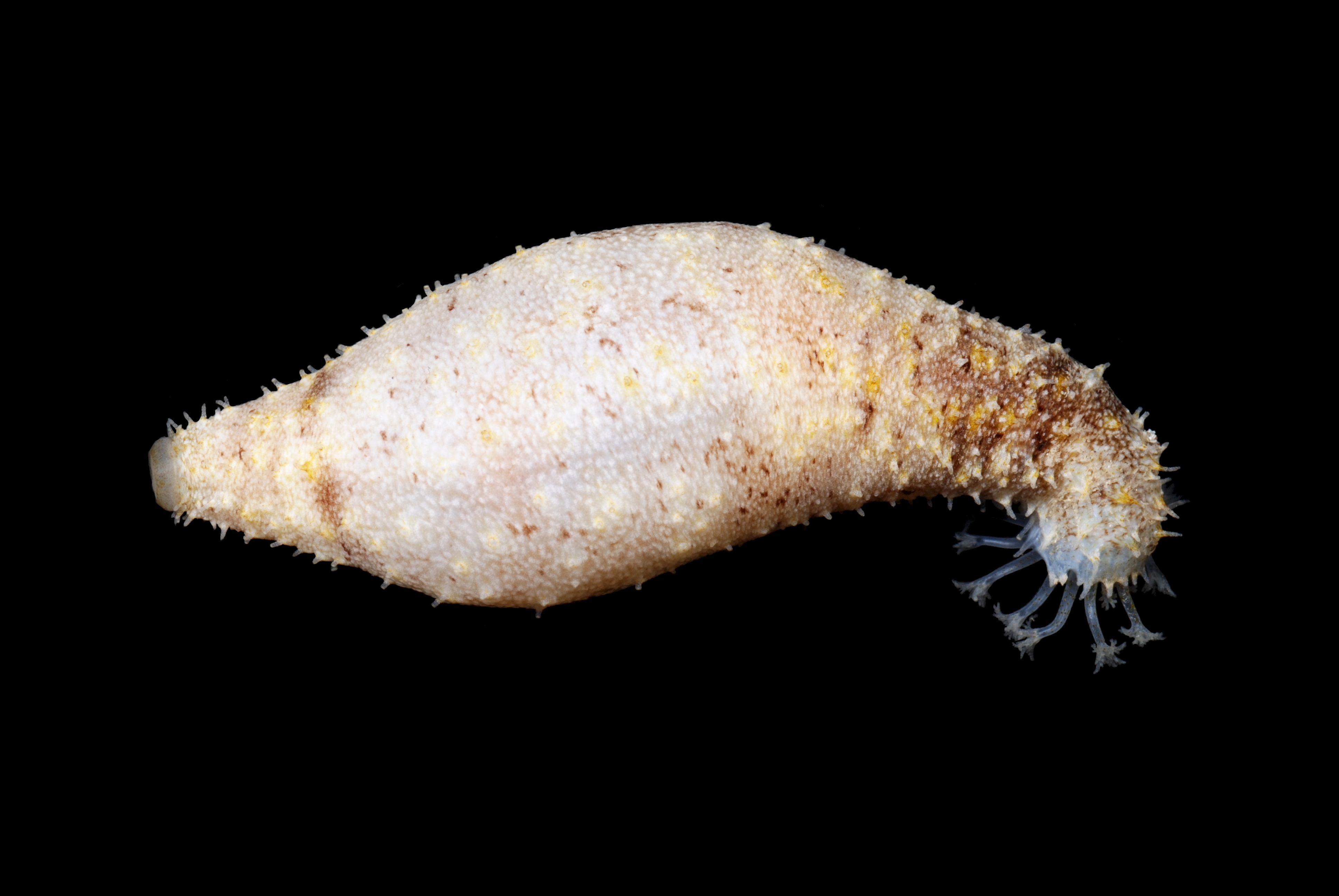
Holothuria lineata.

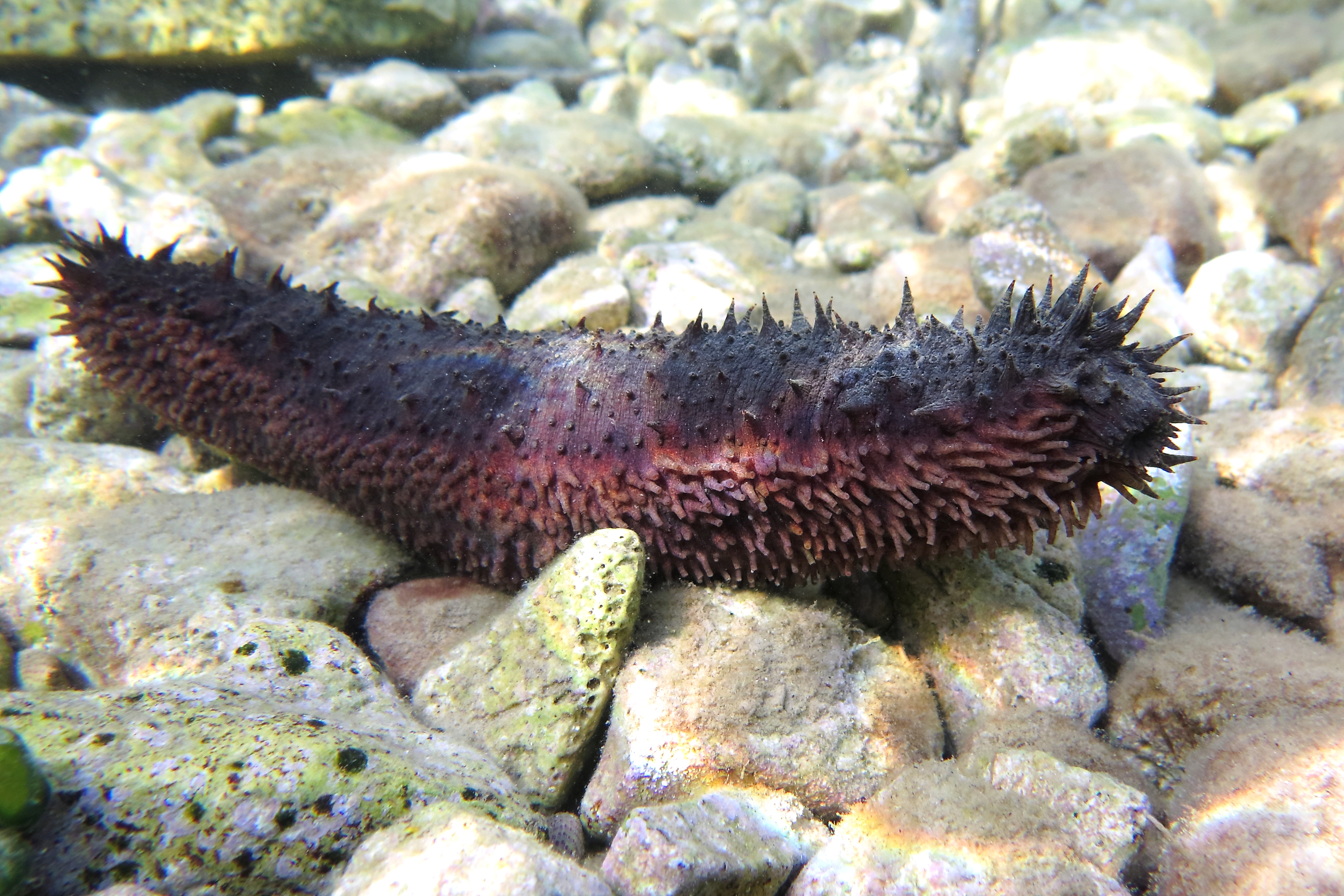
Holothuria mammata.

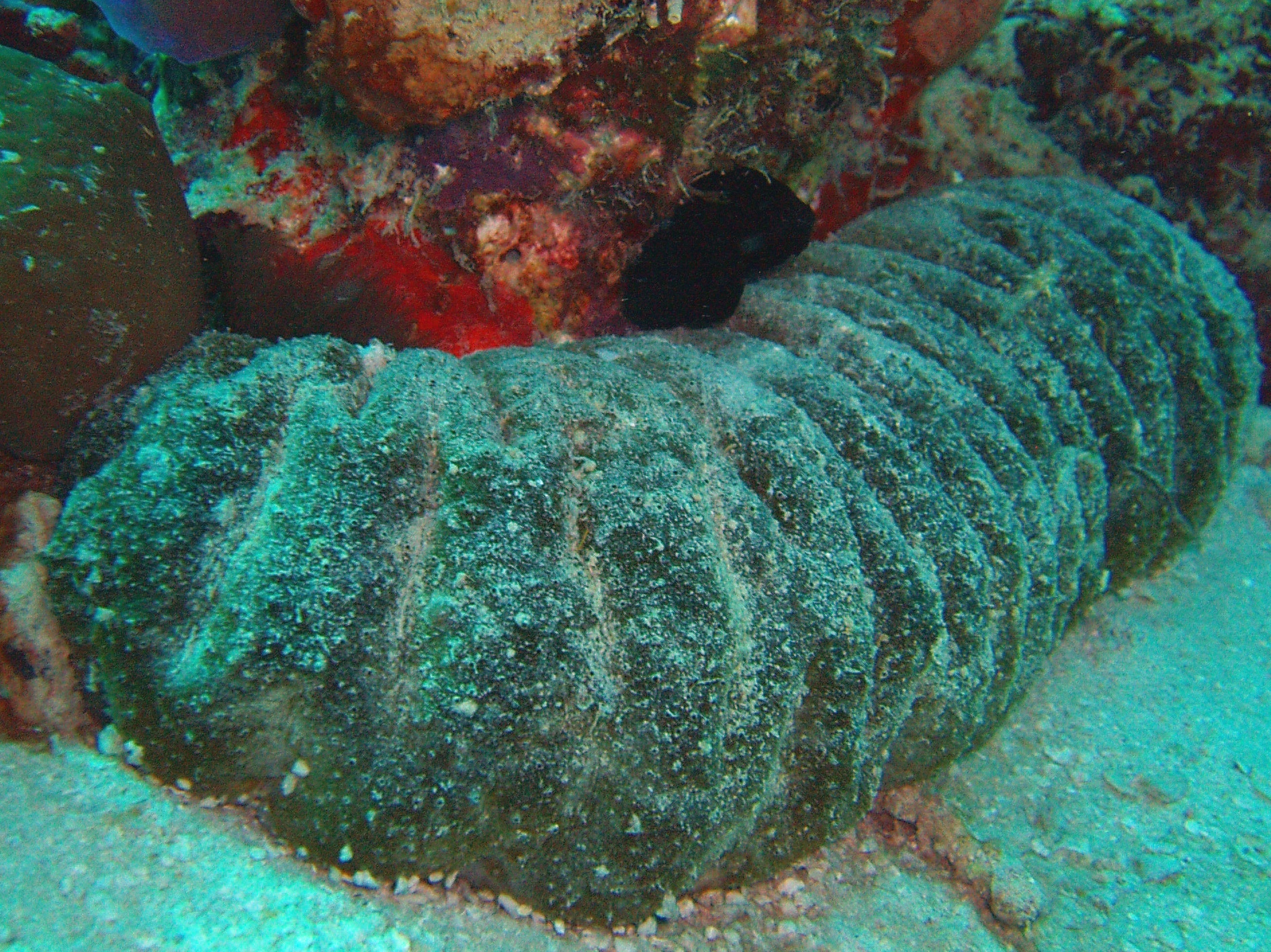
Holothuria mexicana.

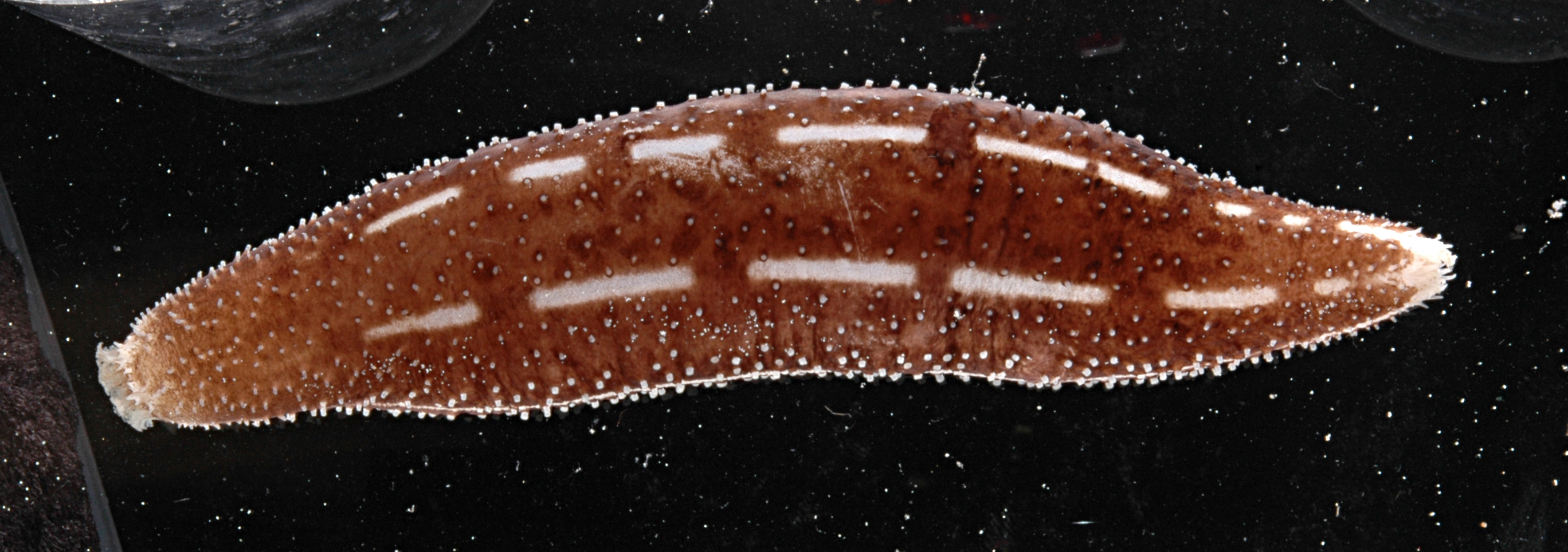
Holothuria michaelseni.

Ce sont des holothuries benthiques à la silhouette cylindrique, vivant généralement dans des eaux peu profondes dont elles contribuent à la pureté en filtrant le sédiment. Leur corps est plus ou moins mou, et généralement hérissé de papilles dorsales ; la bouche est entourée d'une vingtaine de tentacules peltés (de 17 à 30) qui servent à amener la nourriture (le sédiment) à la bouche. La plupart des espèces sont capables de se défendre en émettant des tubes de Cuvier.

## Taxinomie et classification
Au sein de la famille des Holothuriidae, on les distingue des Actinopyga par l'absence de dents anales (sauf pour le sous-genre Holothuria (Microthele)), ainsi que par la présence éventuelle de tubes de Cuvier, et des Bohadschia (toutes tropicales) par un corps généralement plus étiré.
D'un point de vue squelettique, les genres Actinopyga et Bohadschia possèdent des spicules exclusivement en forme de bâtonnets, et les genres Holothuria et Labidodemas n'en ont jamais en forme de table.
Ce genre est le genre-type pour la famille des Holothuriidae, mais aussi pour toute la classe des holothuries : toutes les espèces actuelles y ont d'abord été classées, avant qu'il ne soit divisé en plusieurs genres, répartis en familles puis en ordres. Ce genre demeure donc un des plus abondants et diversifiés de tous les concombres de mer, mais il est désormais divisé en sous-genres, dont certains pourraient devenir des genres à part entière (comme ce fut le cas pour Pearsonothuria en 1984, sur la base d'analyses moléculaires par une équipe russe).

## Relations à l'Homme
Toutes les holothuries sont absolument inoffensives, malgré l'aspect parfois spectaculaire de leur mode de défense à l'aide des tubes de Cuvier.
Plusieurs espèces de ce genre sont comestibles (une fois bien préparées), et certaines font l'objet d'une pêche intense et souvent peu régulée à destination du sud-est asiatique. En conséquence, plusieurs espèces sont considérées comme vulnérables à l'extinction (Holothuria arenacava, Holothuria fuscogilva, Holothuria platei), d'autres « en danger d’extinction » (Holothuria lessoni, Holothuria nobilis, Holothuria scabra, Holothuria whitmaei).

## Liste d'espèces
| Selon World Register of Marine Species (7 décembre 2013) : - Sous-genre Holothuria (Acanthotrapeza) Rowe, 1969 - Holothuria coluber Semper, 1868 - Holothuria kubaryi Ludwig, 1875 - Holothuria pyxis Selenka, 1867 - Holothuria tripilata Massin, 1987 - Sous-genre Holothuria (Cystipus) Haacke, 1880 - Holothuria casoae Laguarda-Figueras & Solís-Marín, 2009 - Holothuria cubana Ludwig, 1875 - Holothuria dura Cherbonnier & Féral, 1981 - Holothuria inhabilis Selenka, 1867 - Holothuria jousseaumei Cherbonnier, 1954 - Holothuria mammosa Cherbonnier, 1988 - Holothuria occidentalis Ludwig, 1875 - Holothuria pseudofossor Deichmann, 1930 - Holothuria rigida Selenka, 1867 - Holothuria sucosa Erwe, 1919 - Holothuria sulcata Ludwig, 1875 - Holothuria turrisimperfecta Cherbonnier, 1965 - Sous-genre Holothuria (Halodeima) Pearson, 1914 - Holothuria atra Jaeger, 1833 - Holothuria edulis Lesson, 1830 - Holothuria enalia Lampert, 1885 - Holothuria floridana Pourtalès, 1851 - Holothuria grisea Selenka, 1867 - Holothuria inornata Semper, 1868 - Holothuria kefersteinii (Selenka, 1867) - Holothuria manningi Pawson, 1978 - Holothuria mexicana Ludwig, 1875 - Holothuria nigralutea O'Loughlin in O'Loughlin, Paulay, VandenSpiegel & Samyn, 2007 - Holothuria pulla Selenka, 1867 - Holothuria stocki Cherbonnier, 1964 - Sous-genre Holothuria (Holothuria) Linnaeus, 1767 - Holothuria caparti Cherbonnier, 1964 - Holothuria dakarensis Panning, 1939 - Holothuria fungosa Helfer, 1912 - Holothuria helleri Marenzeller von, 1877 - Holothuria mammata Grube, 1840 - Holothuria massaspicula Cherbonnier, 1954 - Holothuria stellati Delle Chiaje, 1824 - Holothuria tubulosa Gmelin, 1791 - Sous-genre Holothuria (Lessonothuria) Deichmann, 1958 - Holothuria cavans Massin & Tomascik, 1996 - Holothuria coronata Yáñez Villanueva, Solís-Marín & Laguarda-Figueras, 2022 - Holothuria cumulus Clark, 1921 - Holothuria duoturricula Cherbonnier, 1988 - Holothuria glandifera Cherbonnier, 1955 - Holothuria immobilis Semper, 1868 - Holothuria insignis Ludwig, 1875 - Holothuria lineata Ludwig, 1875 - Holothuria maculosa Pearson, 1913 - Holothuria multipilula Liao, 1975 - Holothuria pardalis Selenka, 1867 - Holothuria tuberculata Thandar, 2007 - Holothuria verrucosa Selenka, 1867 - Sous-genre Holothuria (Mertensiothuria) Deichmann, 1958 - Holothuria albofusca Cherbonnier, 1988 - Holothuria aphanes Lampert, 1885 - Holothuria arenacava Samyn, Massin & Muthiga, 2001 - Holothuria artensis Cherbonnier & Féral, 1984 - Holothuria fuscorubra Théel, 1886 - Holothuria hilla Lesson, 1830 - Holothuria isuga Mitsukuri, 1912 - Holothuria leucospilota (Brandt, 1835) - Holothuria papillifera Heding in Mortensen, 1938 - Holothuria platei Ludwig, 1898 - Sous-genre Holothuria (Metriatyla) Rowe, 1969 - Holothuria aculeata Semper, 1868 - Holothuria albiventer Semper, 1868 - Holothuria brauni Helfer, 1912 - Holothuria conica Clark, 1938 - Holothuria horrida Massin, 1987 - Holothuria lessoni Massin, Uthicke, Purcell, Rowe & Samyn, 2009 - Holothuria martensii Semper, 1868 - Holothuria scabra Jaeger, 1833 - Holothuria submersa Sluiter, 1901 - Holothuria tortonesei Cherbonnier, 1979 - Sous-genre Holothuria (Microthele) Brandt, 1835 - Holothuria fuscogilva Cherbonnier, 1980 - Holothuria fuscopunctata Jaeger, 1833 - Holothuria nobilis (Selenka, 1867) - Holothuria whitmaei Bell, 1887 - Sous-genre Holothuria (Panningothuria) Rowe, 1969 - Holothuria austrinabassa O'Loughlin in O'Loughlin, Paulay, VandenSpiegel & Samyn, 2007 - Holothuria forskali Delle Chiaje, 1823 - Sous-genre Holothuria (Platyperona) Rowe, 1969 - Holothuria crosnieri Cherbonnier, 1988 - Holothuria difficilis Semper, 1868 - Holothuria excellens (Ludwig, 1875) - Holothuria insolita Cherbonnier, 1988 - Holothuria parvula (Selenka, 1867) - Holothuria rowei Pawson & Gust, 1981 - Holothuria samoana Ludwig, 1875 - Holothuria sanctori Delle Chiaje, 1823 - Sous-genre Holothuria (Rowethuria) Thandar, 1988 - Holothuria arguinensis Koehler & Vaney, 1906 - Holothuria poli Delle Chiaje, 1824 - Holothuria vemae Thandar, 1988 - Sous-genre Holothuria (Selenkothuria) Deichmann, 1958 - Holothuria bacilla Cherbonnier, 1988 - Holothuria carere Honey-Escandón, Solís-Marín & Laguarda-Figueras, 2011 - Holothuria erinacea Semper, 1868 - Holothuria glaberrima Selenka, 1867 - Holothuria lubrica Selenka, 1867 - Holothuria mactanensis Tan Tiu, 1981 - Holothuria moebii Ludwig, 1883 - Holothuria parva Krauss in Lampert, 1885 - Holothuria parvispinea Massin, 2013 - Holothuria portovallartensis Caso, 1954 - Holothuria sinica Liao, 1980 - Holothuria theeli Deichmann, 1938 - Holothuria vittalonga Cherbonnier, 1988 - Sous-genre Holothuria (Semperothuria) Deichmann, 1958 - Holothuria cinerascens (Brandt, 1835) - Holothuria flavomaculata Semper, 1868 - Holothuria granosa Cherbonnier, 1988 - Holothuria imitans Ludwig, 1875 - Holothuria languens Selenka, 1867 - Holothuria roseomaculata Kerr, 2013 - Holothuria surinamensis Ludwig, 1875 - Sous-genre Holothuria (Stauropora) Rowe, 1969 - Holothuria aemula Sluiter, 1914 - Holothuria anulifera Fisher, 1907 - Holothuria discrepans Semper, 1868 - Holothuria dofleinii Augustin, 1908 - Holothuria exilis Koehler & Vaney, 1908 - Holothuria fuscocinerea Jaeger, 1833 - Holothuria hawaiiensis Fisher, 1907 - Holothuria mitis Sluiter, 1901 - Holothuria modesta Ludwig, 1875 - Holothuria olivacea Ludwig, 1888 - Holothuria pervicax Selenka, 1867 - Holothuria pluricuriosa Deichmann, 1937 - Sous-genre Holothuria (Stichothuria) Cherbonnier, 1980 - Holothuria coronopertusa Cherbonnier, 1980 - Sous-genre Holothuria (Theelothuria) Deichmann, 1958 - Holothuria asperita Cherbonnier & Féral, 1981 - Holothuria cadelli Bell, 1887 - Holothuria duoturriforma Thandar, 2007 - Holothuria foresti Cherbonnier & Féral, 1981 - Holothuria hamata Pearson, 1913 - Holothuria imperator Deichmann, 1930 - Holothuria klunzingeri Lampert, 1885 - Holothuria kurti Ludwig, 1891 - Holothuria longicosta Thandar, 2007 - Holothuria michaelseni Erwe, 1913 - Holothuria notabilis Ludwig, 1875 - Holothuria paraprinceps Deichmann, 1937 - Holothuria princeps Selenka, 1867 - Holothuria pseudonotabilis Thandar, 2007 - Holothuria spinifera Théel, 1886 - Holothuria squamifera Semper, 1868 - Holothuria turriscelsa Cherbonnier, 1980 - Sous-genre Holothuria (Thymiosycia) Pearson, 1914 - Holothuria altaturricula Cherbonnier & Féral, 1984 - Holothuria arenicola Semper, 1868 - Holothuria conusalba Cherbonnier & Féral, 1984 - Holothuria gracilis Semper, 1868 - Holothuria impatiens (Forskål, 1775) - Holothuria macroperona Clark, 1938 - Holothuria marginata Sluiter, 1901 - Holothuria milloti Cherbonnier, 1988 - Holothuria minax Théel, 1886 - Holothuria rathbunii Lampert, 1885 - Holothuria remollescens Lampert, 1885 - Holothuria strigosa Selenka, 1867 - Holothuria thomasi Pawson & Caycedo, 1980 - Holothuria truncata Lampert, 1885 - Holothuria unicolor Selenka, 1867 - Holothuria zihuatanensis Caso, 1964 - Sous-genre Holothuria (Vaneyothuria) Deichmann, 1958 - Holothuria integra Koehler & Vaney, 1908 - Holothuria lentiginosa Marenzeller von, 1892 - Holothuria sinefibula Cherbonnier, 1964 - Holothuria suspecta Cherbonnier, 1958 - Holothuria unica Rowe, 1989 - Holothuria zacae Deichmann, 1937 - Holothuria albifasciatus Quoy & Gaimard, 1834 - Holothuria pyxoides Ludwig, 1888 - Holothuria riojai Caso, 1964 | Selon ITIS (7 décembre 2013) : - Holothuria arenicola Semper, 1868 - Holothuria argus (Jaeger) - Holothuria atra Jaeger - Holothuria axiologa Clark - Holothuria bivittata Mitsukuri - Holothuria cubana Ludwig, 1875 - Holothuria dakarensis - Holothuria densipedes H. L. Clark, 1901 - Holothuria floridana Pourtales, 1851 - Holothuria forskali Chiaje, 1841 - Holothuria glaberrima (Selenka, 1867) - Holothuria grisea Selenka, 1867 - Holothuria impatiens (Forskaal, 1775) - Holothuria lentiginosa - Holothuria mexicana Ludwig, 1875 - Holothuria monocaria Lesson - Holothuria occidentalis - Holothuria parvula (Selenka, 1867) - Holothuria poli Delle Chiaje, 1823 - Holothuria princeps Selenka, 1867 - Holothuria pseudofossor Deichmann, 1930 - Holothuria scabra Jaeger - Holothuria surinamensis Ludwig, 1875 - Holothuria tubulosa Gmelin - Holothuria vagabunda Selenka |

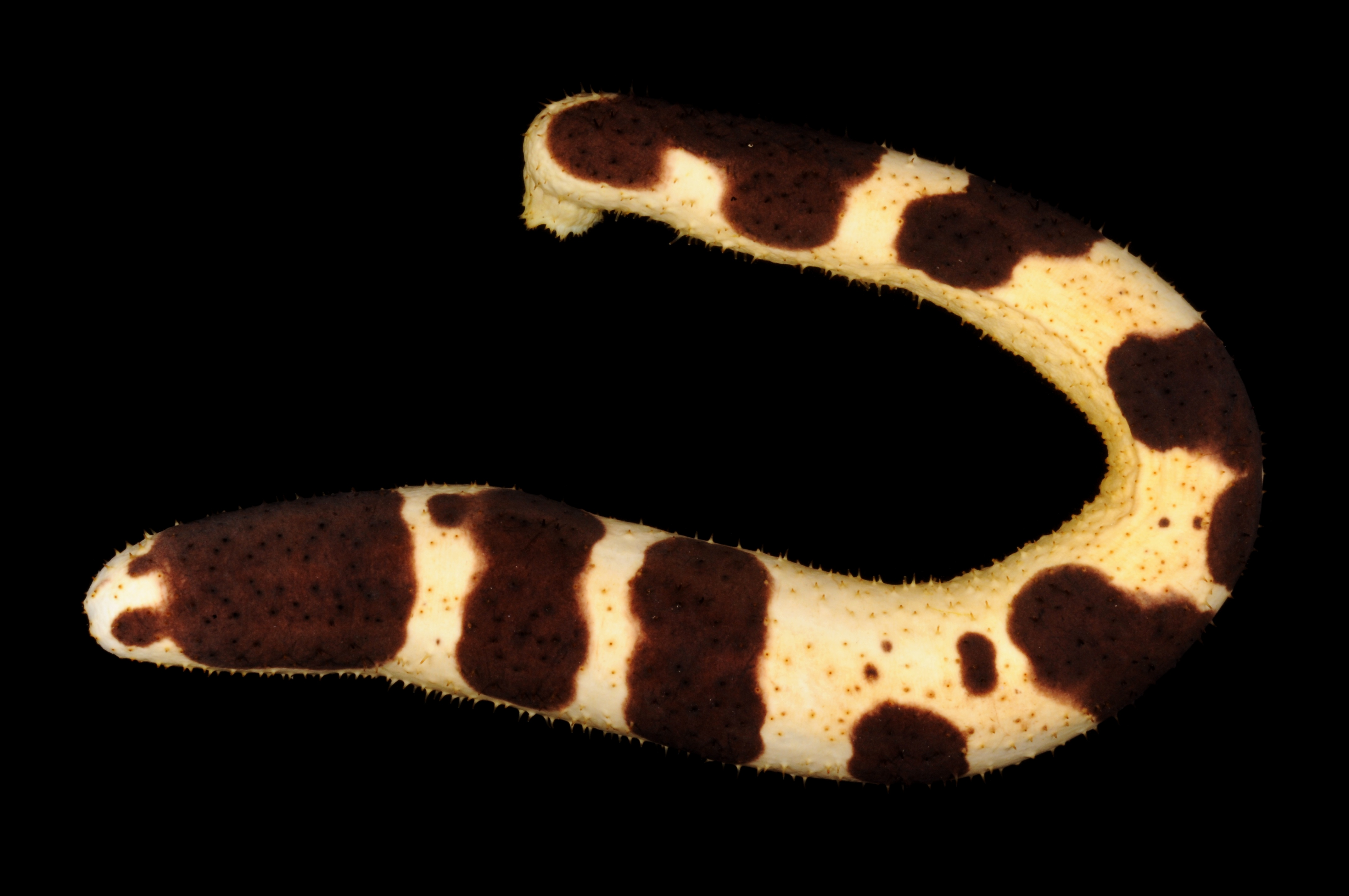
Holothuria nigralutea
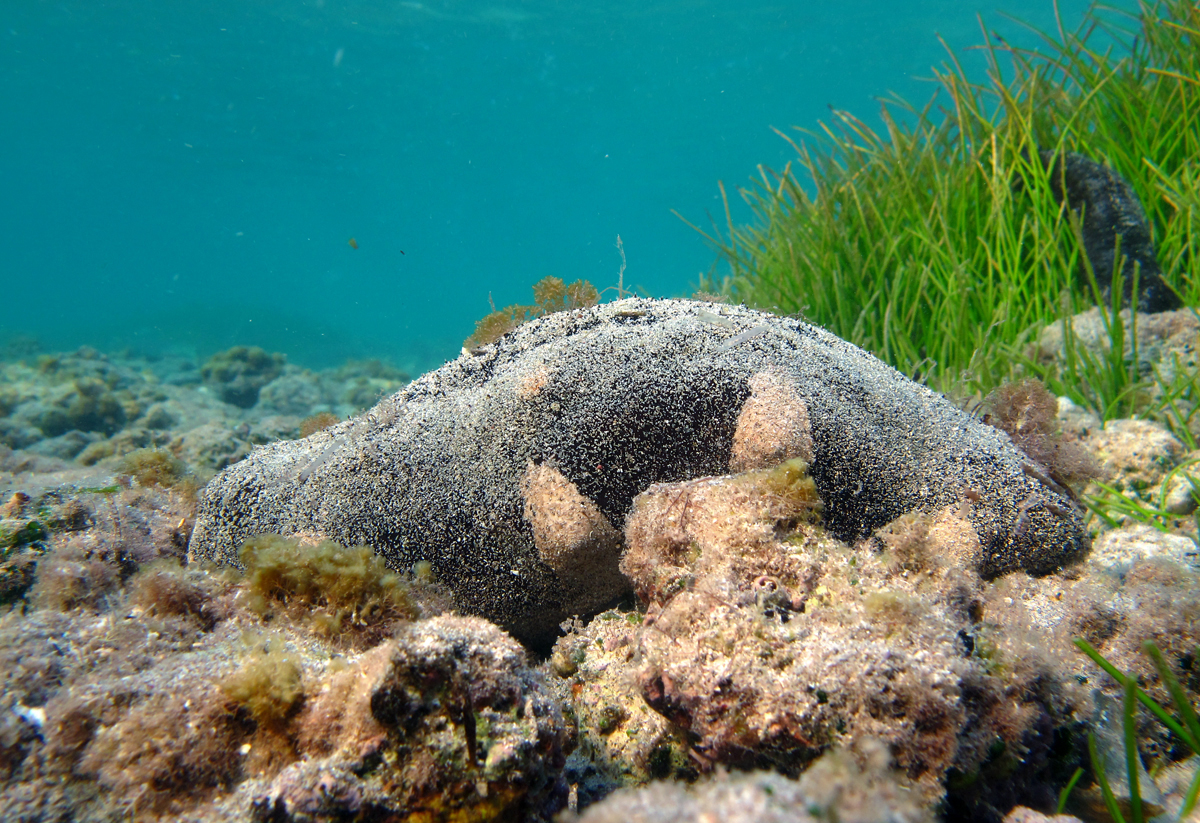
Holothuria nobilis
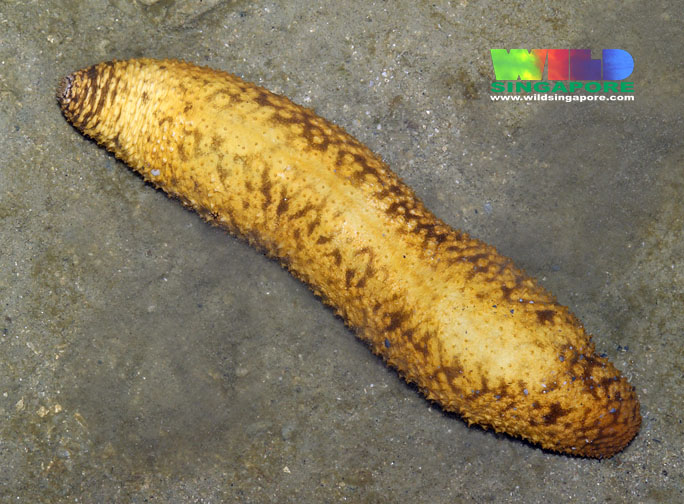
Holothuria notabilis
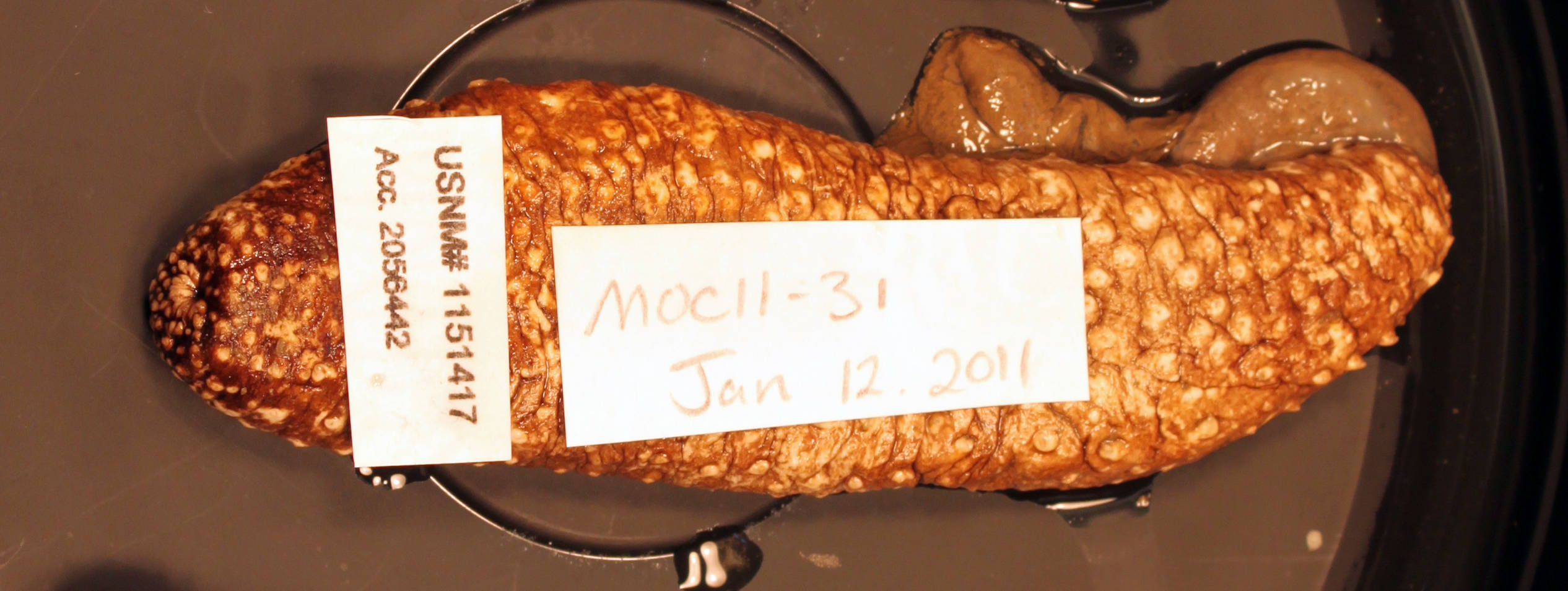
Holothuria occidentalis
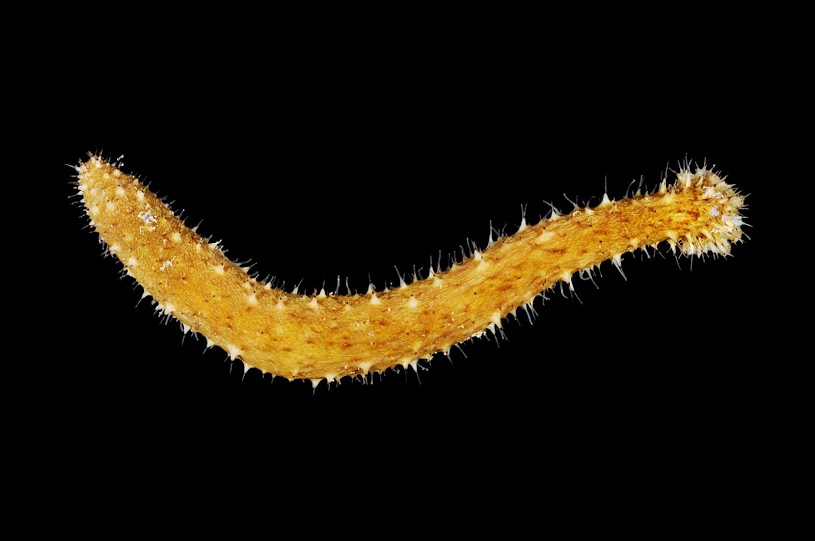
Holothuria olivacea
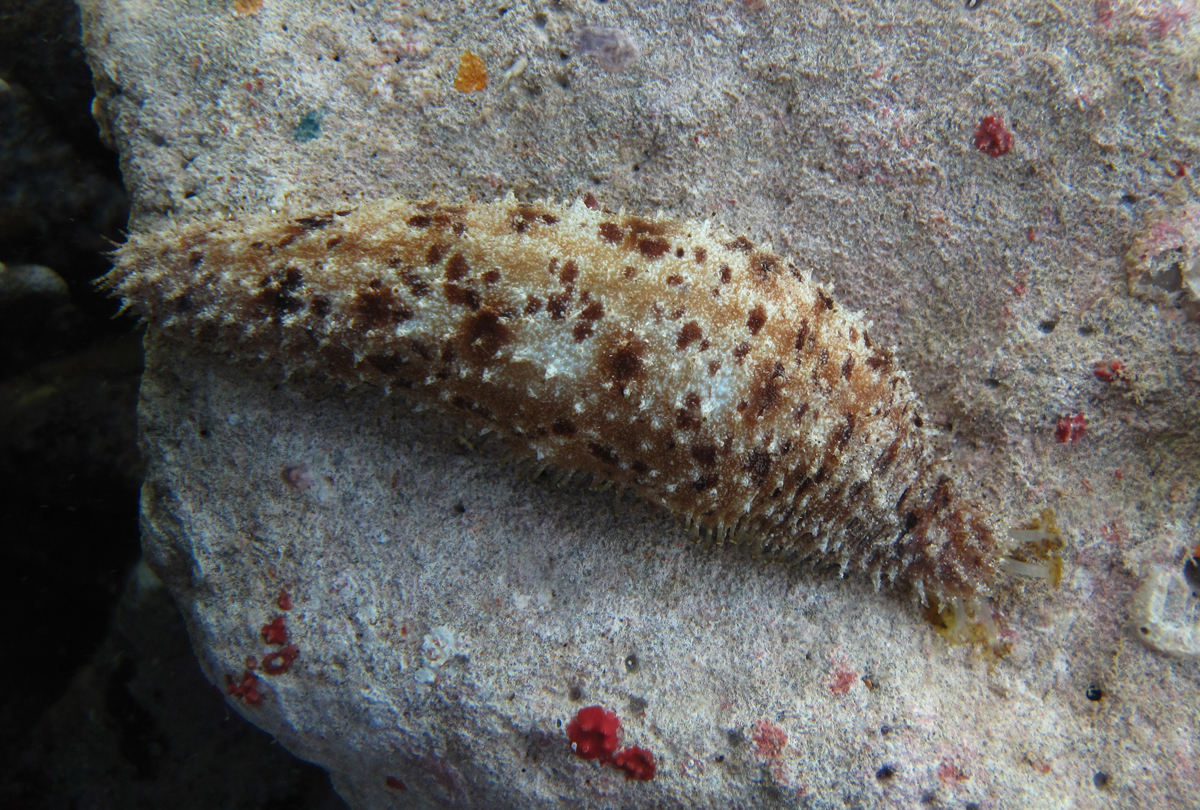
Holothuria pardalis
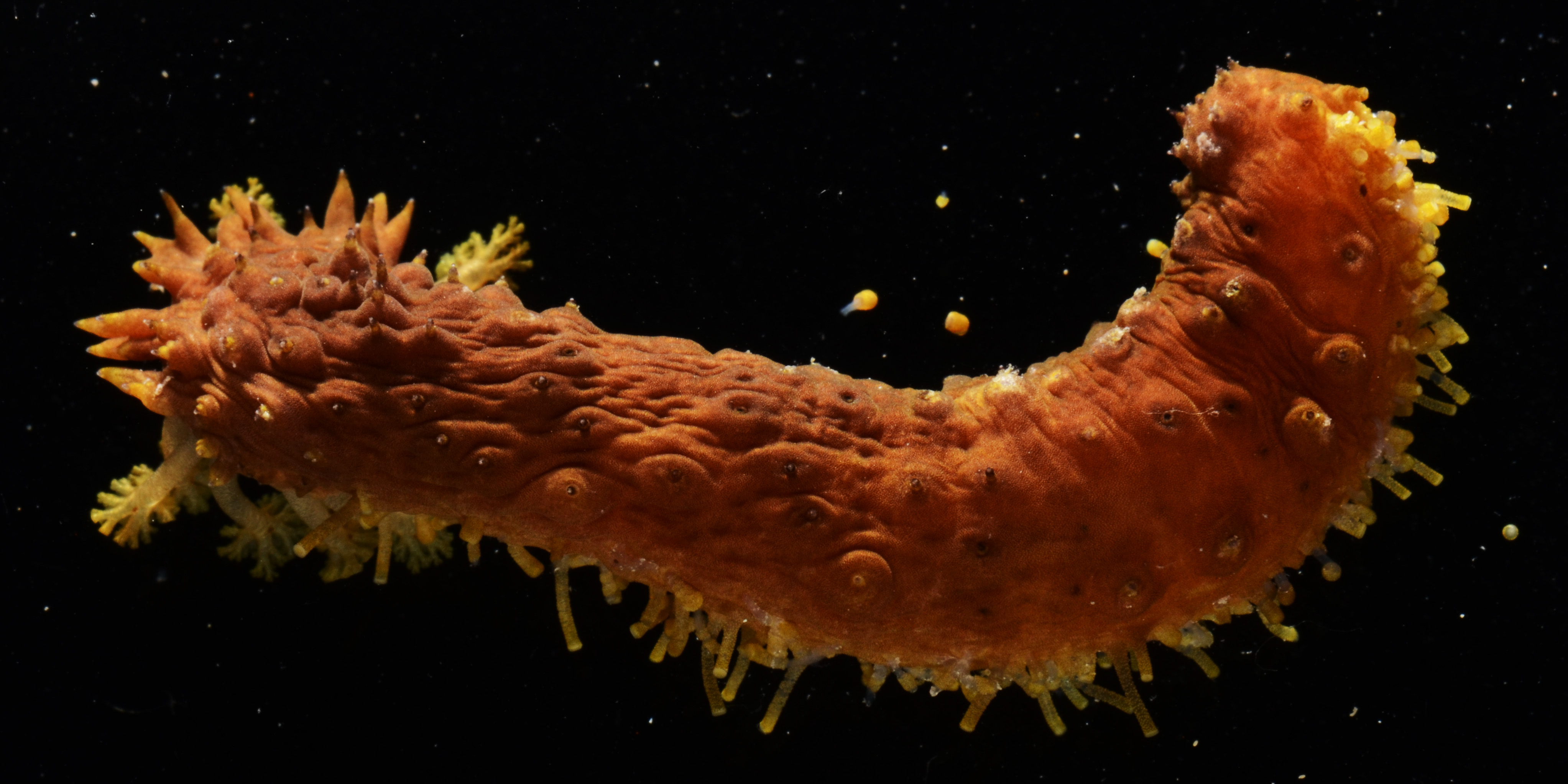
Holothuria parvula
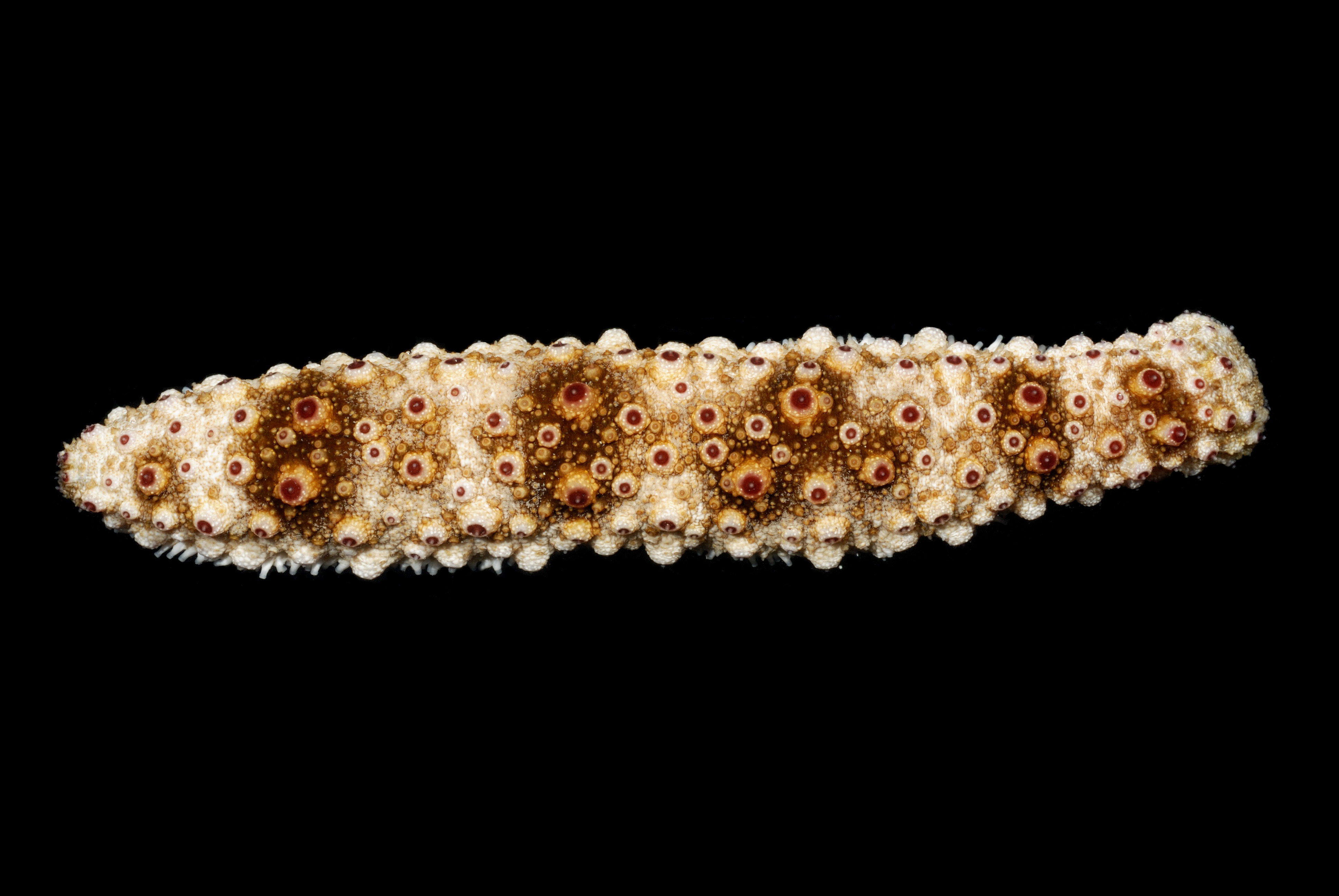
Holothuria pervicax
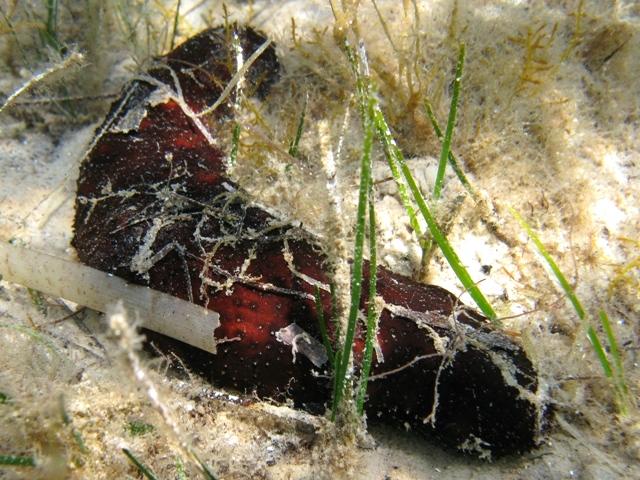
Holothuria poli
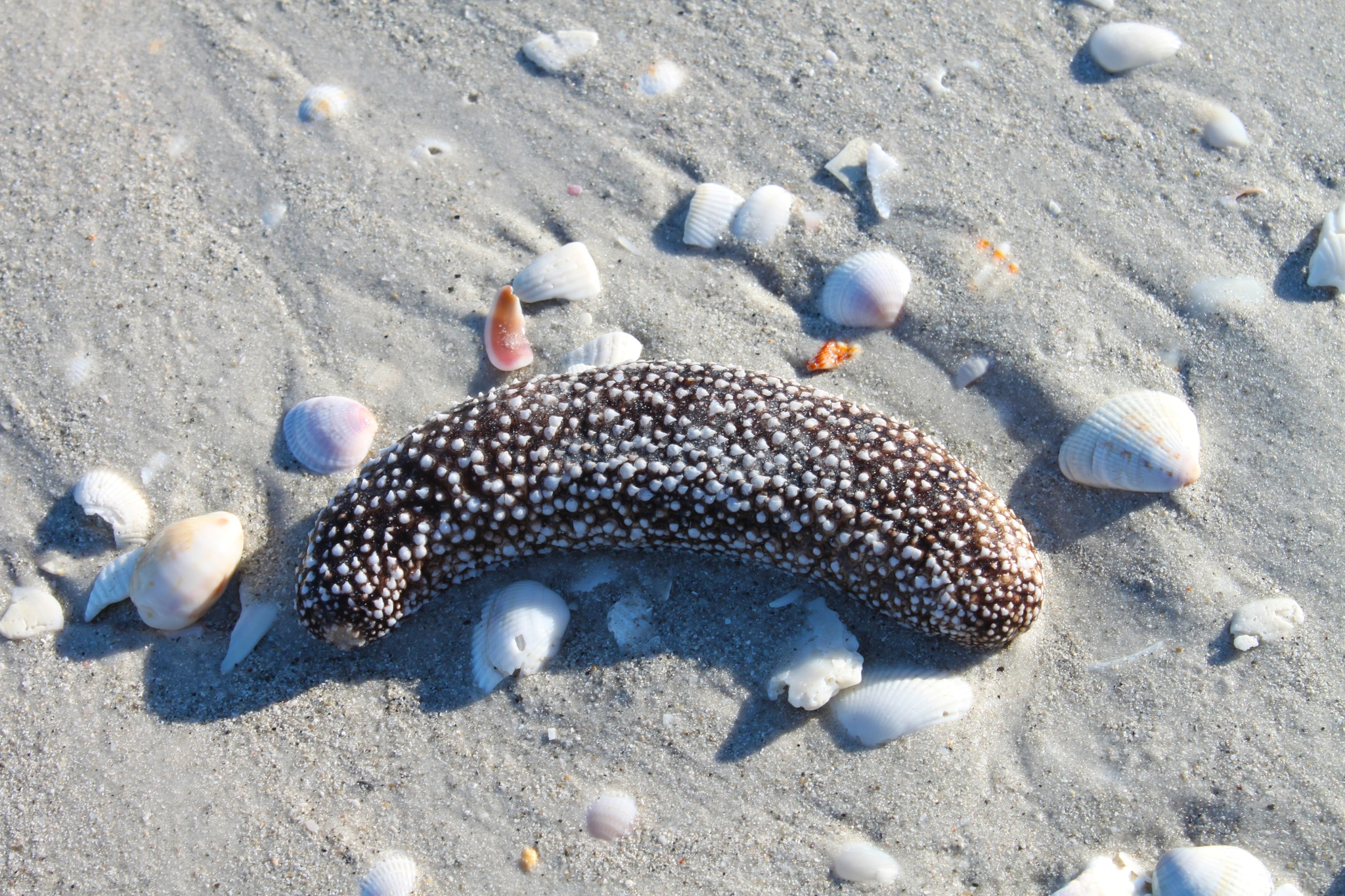
Holothuria princeps
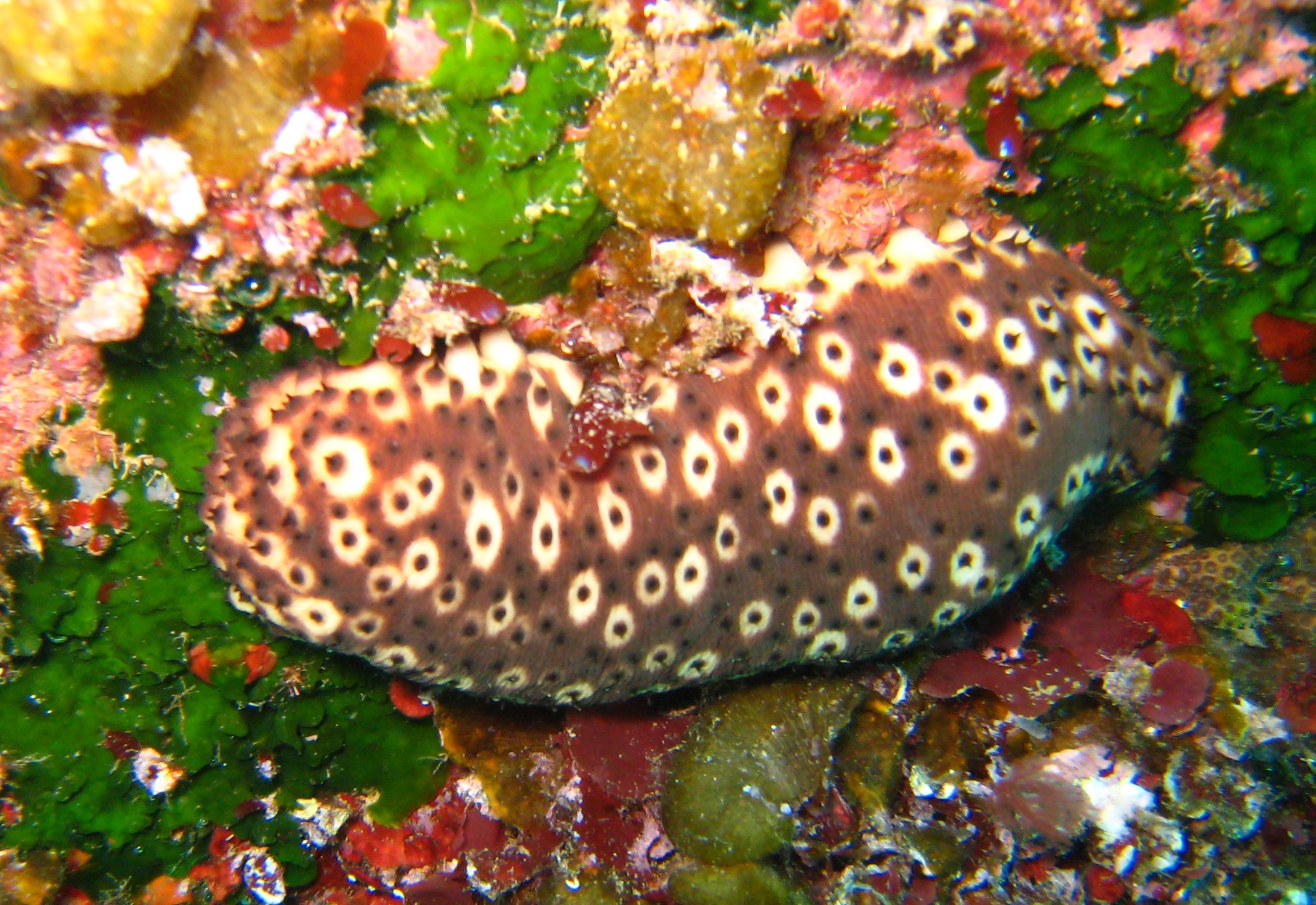
Holothuria sanctori
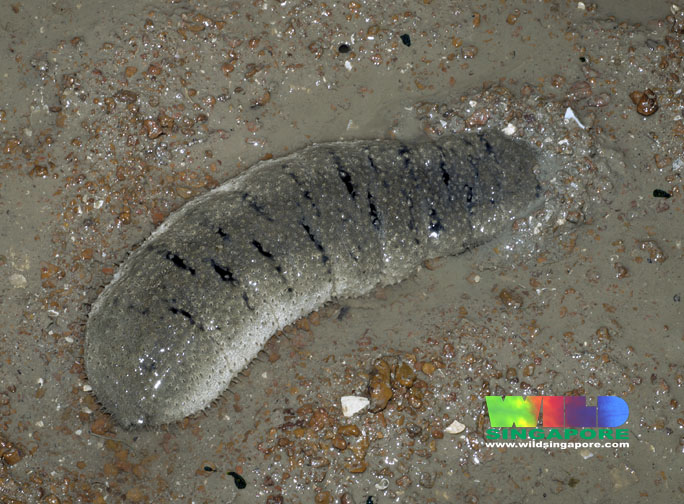
Holothuria scabra
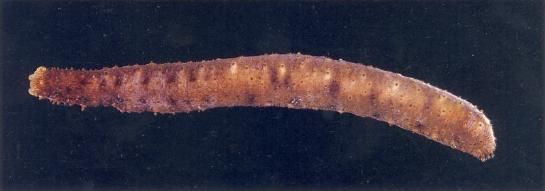
Holothuria surinamensis
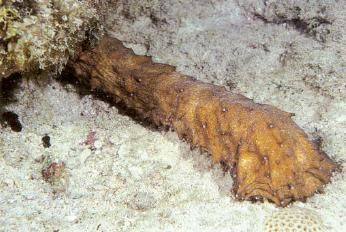
Holothuria thomasi
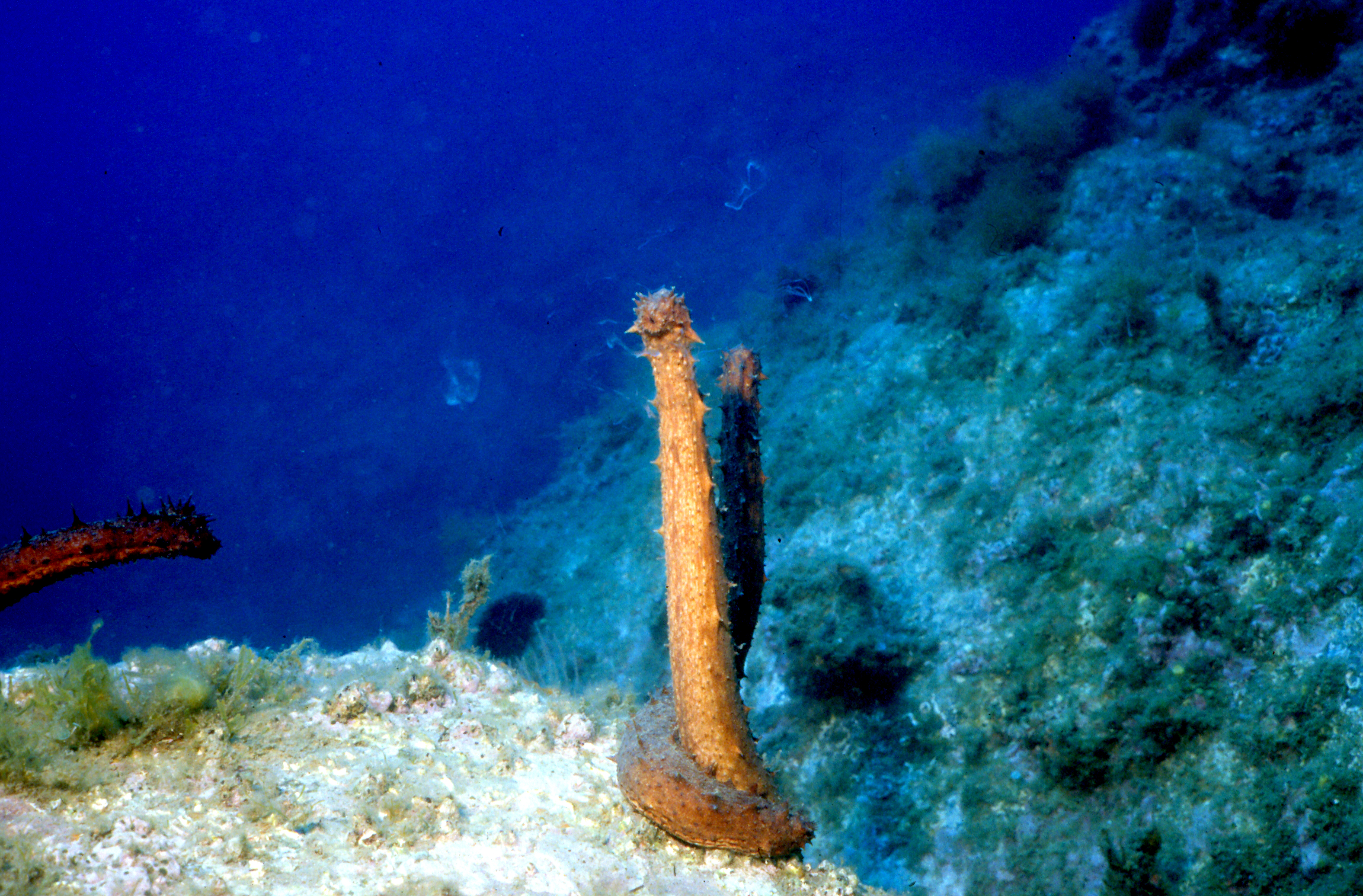
Holothuria tubulosa
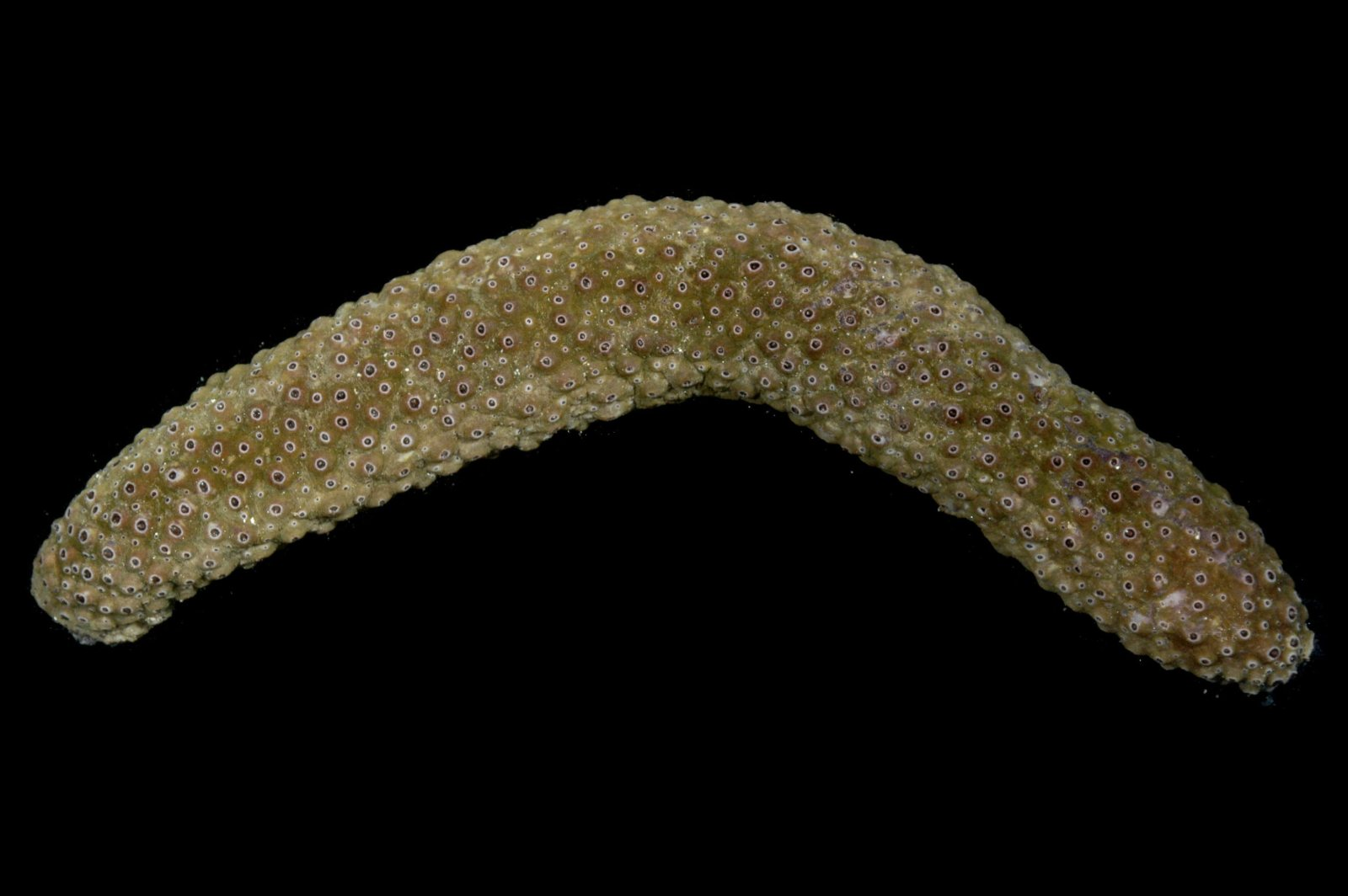
Holothuria turriscelsa
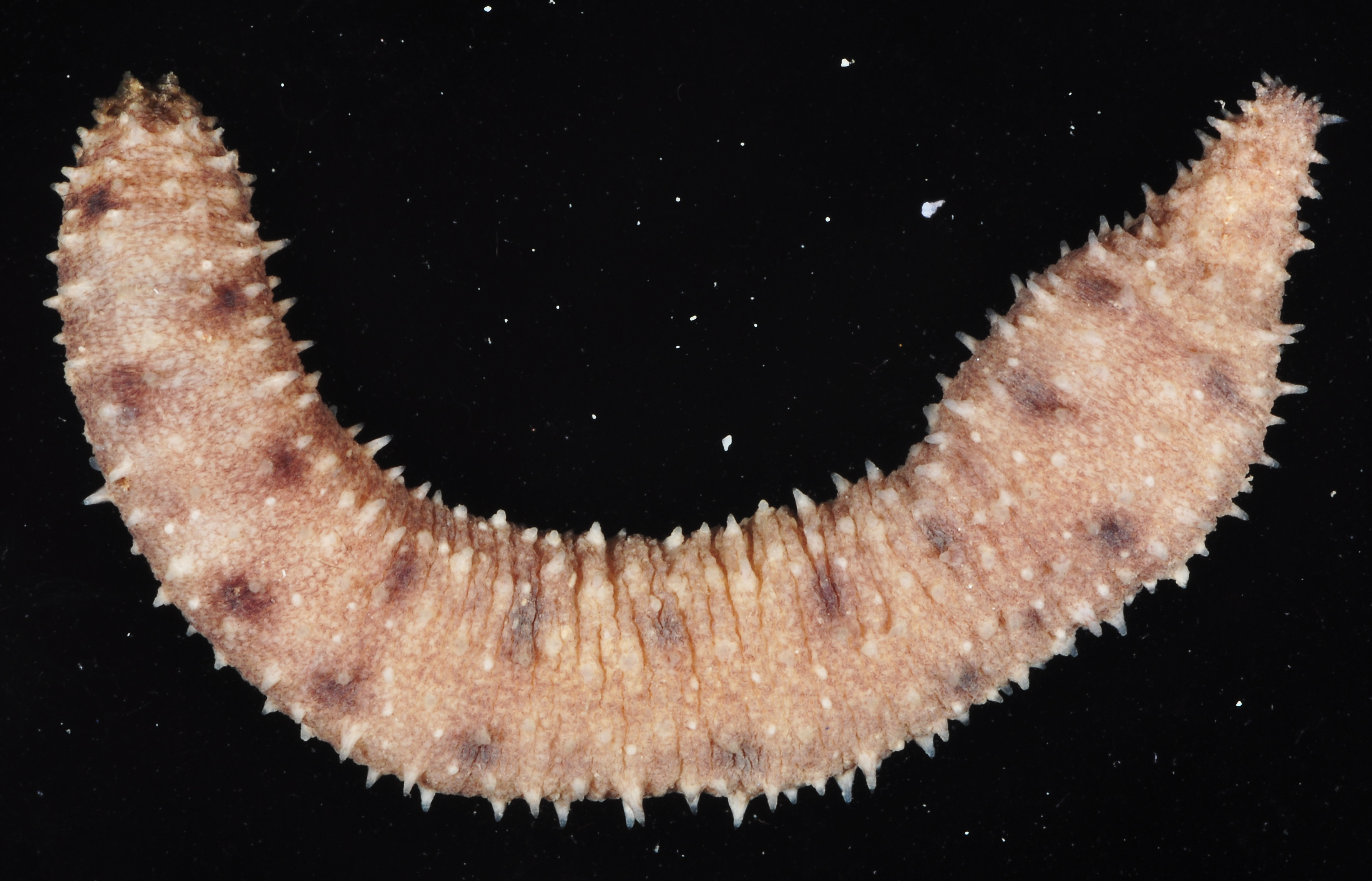
Holothuria unicolor
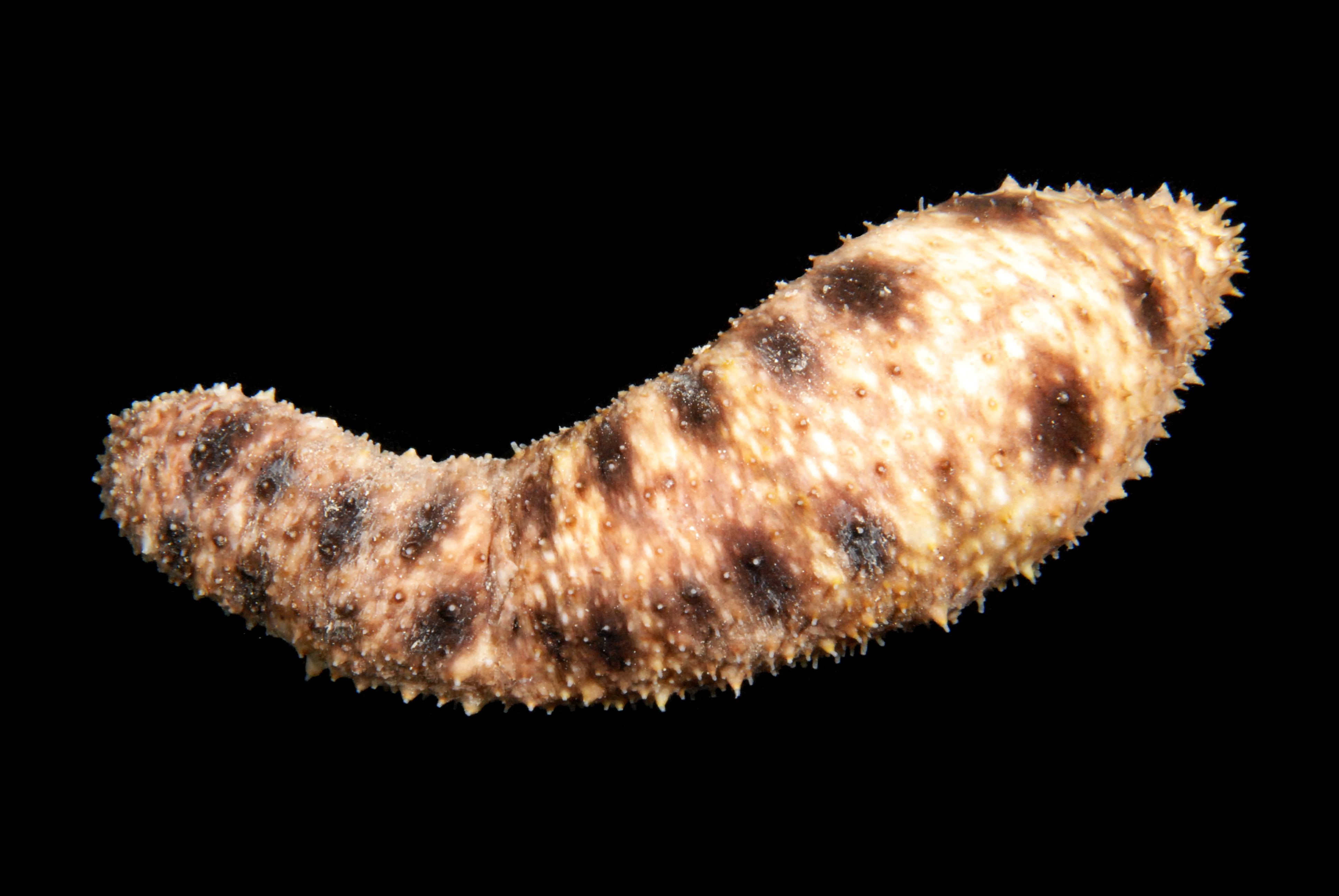
Holothuria verrucosa
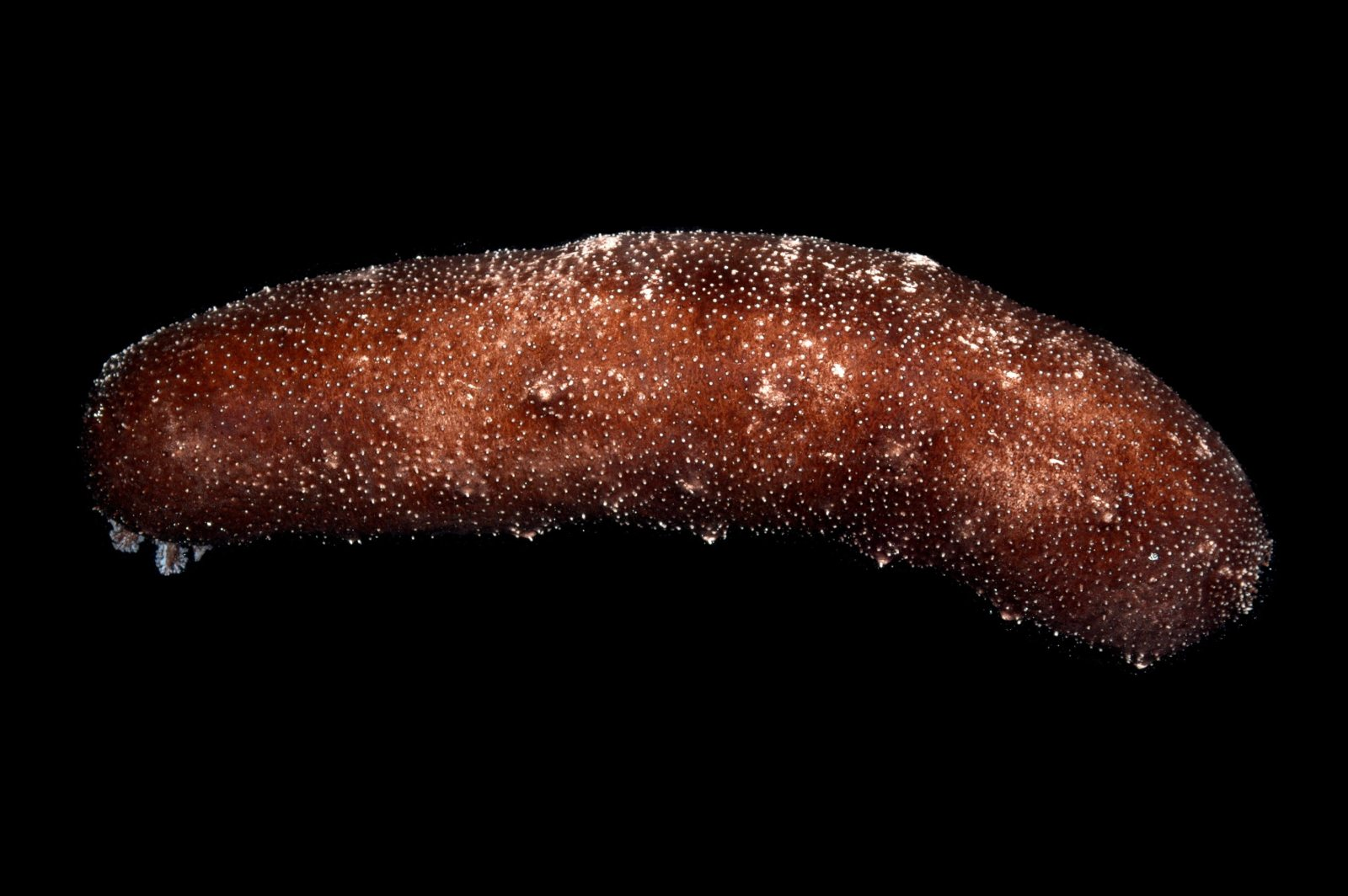
Holothuria whitmaei